# Skanderbeg
Jorge Kastrioti (em albanês: Gjergj Kastrioti Skënderbeu; Sinë, c. 1405 – Alessio, 17 de janeiro de 1468), comumente conhecido como Skanderbeg, foi um senhor feudal albanês    e comandante militar que liderou uma rebelião contra o Império Otomano no que hoje é a Albânia, Macedônia do Norte, Grécia, Kosovo, Montenegro e Sérvia.
Membro da nobre família Kastrioti, ele foi enviado como refém para a corte otomana. Ele se formou na Escola Enderun e entrou ao serviço do sultão otomano Murade II (r. 1421–1444) pelos próximos vinte anos. Sua ascensão na hierarquia culminou em sua nomeação como sanjaco-bei do Sanjaco de Dibra em 1440. Durante a Batalha de Nish em 1443, ele desertou os otomanos e se tornou o governante de Krujë e áreas próximas, que se estendiam de Petrelë a Modrič. Em março de 1444, ele estabeleceu a Liga de Lezhë, com apoio de nobres locais, e unificou os principados albaneses.
Em 1451, através do Tratado de Gaeta, reconheceu de jure a soberania do Reino de Nápoles sobre a Albânia, garantindo uma aliança protetora, embora tenha permanecido um governante independente de facto. Em 1460-1461, ele apoiou Fernando I de Nápoles (r. 1458–1494) em suas guerras e liderou uma expedição italiana contra João II de Anjou (r. 1453–1470). Em 1463, foi designado comandante-chefe das forças cruzadas do Papa Pio II, mas o Papa morreu enquanto os exércitos ainda se reuniam e a maior cruzada europeia nunca ocorreu. Juntamente com os venezianos, ele lutou contra os otomanos durante a Primeira Guerra Otomano-Veneziana (1463-1479) até sua morte.
Skanderbeg ocupa um lugar de destaque na história militar da época como o oponente mais persistente — e sempre vitorioso — do Império Otomano durante seu apogeu. Ele se tornou uma figura central no Despertar Nacional Albanês do século XIX. Ele é homenageado na Albânia moderna e é comemorado com muitos monumentos e obras culturais. As habilidades militares de Skanderbeg representaram um grande obstáculo à expansão otomana, e muitos na Europa Ocidental o consideravam um modelo de resistência cristã contra os otomanos.

## Nome
Os Kastrioti, em comparação com outras famílias nobres albanesas, permanecem ausentes dos registros históricos ou arquivísticos até sua primeira aparição histórica no final do século XIV.  A figura histórica de Konstantin Kastrioti Mazreku é atestada na Genealogia diversarum principum familiarum de Giovanni Andrea Angelo Flavio Comneno. Angelo menciona Kastrioti como Constantinus Castriotus, cognomento Meserechus, Aemathiae & Castoriae Princeps (Constantinus Castriotus, apelidado Meserechus, Príncipe de Aemathia e Castoria). O topônimo Castoria foi interpretado como Kastriot, Kastrat em Has, Kastrat em Dibra ou o microtopônimo "Kostur" perto da vila de Mazrek na região de Has.  Em conexão com o sobrenome Kastrioti, é muito provável que o nome de um dos diferentes Kastriot ou Kastrat, que eram assentamentos fortificados, como sua etimologia mostra (castrum), fosse o sobrenome deles. Os Kastrioti podem ter se originado desta aldeia ou provavelmente a adquiriram como pronoia.  Angelo usou o cognome Meserechus em referência a Skanderbeg e esta ligação com o mesmo nome é produzida em outras fontes e reproduzida em outras posteriores, como a Historia Byzantina de Du Cange (1680).  Esses links destacam que os Kastrioti usaram Mazreku como um nome que destacava sua filiação tribal (farefisni).  O nome Mazrek(u), que significa criador de cavalos em albanês, é encontrado em todas as regiões albanesas. 
O primeiro nome de Skanderbeg era Gjergj (Jorge) em albanês. Frang Bardhi no Dictionarium latino-epiroticum (1635) fornece dois primeiros nomes em albanês: Gjeç (Giec) e Gjergj (Gierg).  Em sua correspondência pessoal em italiano e na maioria das biografias produzidas após sua morte na Itália, seu nome foi escrito como Giorgio. Seu nome no selo e assinatura oficial era Georgius Castriotus Scanderbego (latim). Sua correspondência com os estados eslavos (República de Ragusa) foi escrita por escribas como Ninac Vukosalić. O nome de Skanderbeg em eslavo é registrado pela primeira vez no ato de venda da torre de São Jorge para seu pai Gjon Kastrioti em Hilandar em 1426 como Геѡрг e aparece como Гюрьгь Кастриѡть em sua correspondência posterior na década de 1450. 
Os turcos otomanos deram-lhe o nome de اسکندر بگ (İskender bey ou İskender beğ), que significa "Senhor Alexandre" ou "Líder Alexandre".  Skënderbeu e Skënderbej são as versões albanesas, com Skander sendo a forma albanesa de "Alexandre".  Latinizado na versão de Barleti como Scanderbegi e traduzido para o inglês como Skanderbeg ou Scanderbeg, o apelativo combinado é considerado uma comparação da habilidade militar de Skanderbeg com a de Alexandre, o Grande.   Este nome foi usado por Skanderbeg mesmo após sua reconversão ao cristianismo e mais tarde foi mantido por seus descendentes na Itália, que ficaram conhecidos como Castriota-Scanderbeg. Skanderbeg sempre assinou em latim: Dominus Albaniae (“Senhor da Albânia”), e não reivindicou nenhum outro título além daquele nos documentos sobreviventes. 

## Biografia
Existem muitas teorias sobre o local onde Skanderbeg nasceu.  Um dos principais biógrafos de Skanderbeg, Frashëri, interpretou, entre outros, o livro de genealogias de Gjon Muzaka, fontes de Raffaele Maffei ("il Volterrano"; 1451–1522) e o defter (censo) otomano de 1467, e situou o nascimento de Skanderbeg na pequena aldeia de Sinë, uma das duas aldeias pertencentes ao seu avô Pal Kastrioti.  A colocação do ano de seu nascimento em 1405 por Fan Noli é agora amplamente aceita, após divergências anteriores e falta de documentos de nascimento dele e de seus irmãos.  Seu pai , Gjon Kastrioti, possuía território entre Lezhë e Prizren que incluía Mat, Mirditë e Dibër no centro-norte da Albânia.   Sua mãe era Voisava, cuja origem é contestada. Uma visão sustenta que ela era uma princesa eslava  da região de Polog, o que foi interpretado como sendo um possível membro da família sérvia Branković ou de uma família nobre búlgara local.            Embora não existam fontes primárias ou de arquivo que liguem Voisava à família Branković.  A outra opinião é que ela era membro da família albanesa Muzaka, filha de Domenico Moncino Musachi, um parente da casa Muzaka.   Skanderbeg tinha três irmãos mais velhos: Stanisha, Reposh e Kostandin, e cinco irmãs: Mara, Jelena, Angjelina, Vlajka e Mamica. 
De acordo com os contextos geopolíticos da época, Gjon Kastrioti mudou de aliança e religião quando se aliou a Veneza como católico e à Sérvia como cristão ortodoxo.  Gjon Kastrioti mais tarde tornou-se vassalo do sultão desde o final do século XIV e, como consequência, pagou tributos e prestou serviços militares aos otomanos (como na Batalha de Ancara em 1402).   Em 1409, ele enviou seu filho mais velho, Stanisha, para ser refém do sultão. De acordo com Marin Barleti, uma fonte primária, Skanderbeg e seus três irmãos mais velhos, Reposh, Kostandin e Stanisha, foram levados pelo sultão para sua corte como reféns; no entanto, de acordo com documentos, além de Skanderbeg, apenas um dos irmãos de Skanderbeg, provavelmente Stanisha,  foi feito refém e foi recrutado para o sistema Devşirme, um instituto militar que matriculava meninos cristãos, os convertia ao islamismo e os treinava para se tornarem oficiais militares.  Os historiadores do século XXI são da opinião de que, embora Stanisha possa ter sido recrutada em tenra idade e tenha tido que passar pelo Devşirme, este não foi o caso de Skanderbeg, que se presume ter sido enviado como refém ao sultão pelo seu pai apenas aos 18 anos  Era costume na época que um chefe local, que tivesse sido derrotado pelo sultão, enviasse um de seus filhos para a corte do sultão, onde a criança seria refém por um tempo indeterminado; dessa forma, o sultão conseguia exercer controle na área governada pelo pai do refém. O tratamento dado aos reféns não foi ruim. Longe de serem mantidos numa prisão, os reféns eram geralmente enviados para as melhores escolas militares e treinados para se tornarem futuros líderes militares. 

## Serviço Otomano: 1423–1443

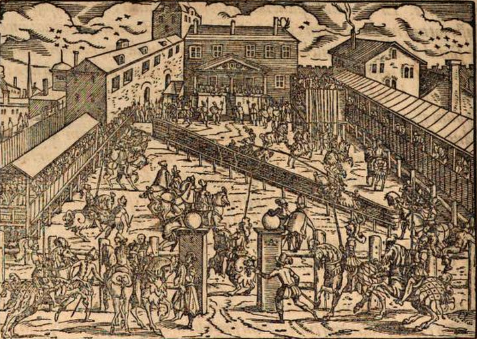
Skanderbeg e outros estudantes recebendo educação militar na Escola Enderun

Skanderbeg foi enviado como refém para a corte otomana em Adrianópolis (Edirne) em 1415 e novamente em 1423. Presume-se que ele permaneceu na corte de Murade II como iç oğlan por um máximo de três anos,  onde recebeu treinamento militar na Escola Enderun. 
O primeiro registro existente do nome de Jorge é o Primeiro Ato de Hilandar de 1426, quando Gjon (João) Kastrioti e seus quatro filhos doaram o direito aos rendimentos dos impostos coletados de duas aldeias na Macedônia (nas modernas Mavrovo e Rostuša, Macedônia do Norte) ao mosteiro sérvio de Hilandar.  Posteriormente, entre 1426 e 1431,  Gjon Kastrioti e seus filhos, com exceção de Stanisha, compraram quatro adelphates (direitos de residir em território monástico e receber subsídios de recursos monásticos) para a torre de São Jorge e para algumas propriedades dentro do mosteiro, conforme declarado no Segundo Ato de Hilandar . A área doada pela família Katrioti era chamada pelos monges de Hilandar de Arbanashki pirg ou torre albanesa . Reposh Kastrioti é listado como dux illyricus ou duque da Ilíria em Hilandar.  
Depois que Skanderbeg se formou em Enderun, o sultão concedeu-lhe o controle sobre um timar (concessão de terras) que ficava perto dos territórios controlados por seu pai.  Seu pai estava preocupado que o sultão pudesse ordenar que Skanderbeg ocupasse seu território e informou Veneza sobre isso em abril de 1428.  No mesmo ano, Gjon teve que pedir perdão ao Senado Veneziano porque Skanderbeg participou de campanhas militares otomanas contra os cristãos.  Em 1430, Gjon foi derrotado em batalha pelo governador otomano de Skopje, Ishak Bei, e como resultado, suas possessões territoriais foram extremamente reduzidas.  Mais tarde naquele ano, Skanderbeg continuou lutando por Murad II em suas expedições e ganhou o título de sipahi.  Vários estudiosos presumiram que Skanderbeg recebeu um feudo em Nikopol, no norte da Bulgária, porque um certo "Iskander bey" é mencionado em um documento de 1430 que possuía feudos lá.  Embora Skanderbeg tenha sido convocado para casa por seus parentes quando Gjergj Arianiti e Andrew Thopia, juntamente com outros chefes da região entre Vlorë e Shkodër, organizaram a revolta albanesa de 1432-1436, ele não fez nada, permanecendo leal ao sultão. 

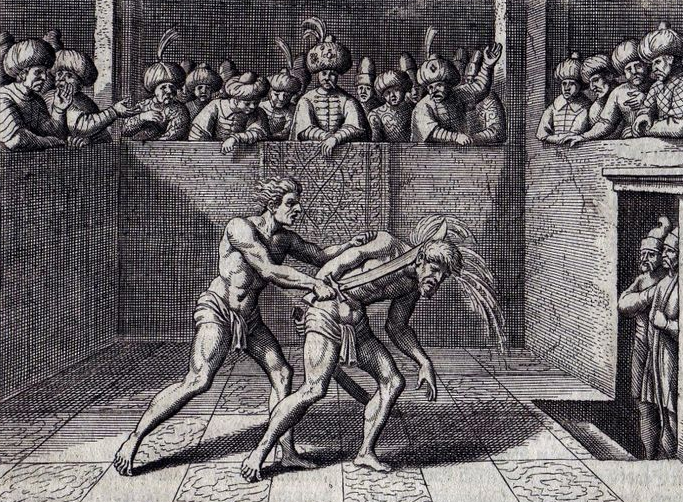
Skanderbeg duelando com um tártaro na corte otomana, algum tempo antes de 1439

Em 1437–38,  ele se tornou um subaşı (governador) do Krujë subaşılık  antes de Hizir Bey ser novamente nomeado para essa posição em novembro de 1438.  Até maio de 1438, Skanderbeg controlou um timar relativamente grande (do vilaiete de Dhimitër Jonima) composto por nove aldeias que anteriormente pertenciam ao seu pai (registradas como "terra de Giovanni", em turco: Yuvan-ili).   Segundo İnalcık, naquela época Skanderbeg era referido em documentos otomanos como Juvan oglu Iskender bey.  Foi por causa da demonstração de mérito militar de Skanderbeg em várias campanhas otomanas que Murade II (r. 1421–1451) lhe deu o título de vali. Naquela época, Skanderbeg liderava uma unidade de cavalaria de 5.000 homens. 
Após a morte de seu irmão Reposh em 25 de julho de 1431  e as mortes posteriores de Kostandin e do pai de Skanderbeg (que morreu em 1437), Skanderbeg e seu irmão sobrevivente Stanisha mantiveram as relações que seu pai tinha com a República de Ragusa e a República de Veneza; em 1438 e 1439, eles mantiveram os privilégios de seu pai com esses estados. 
Durante o período de 1438-43, acredita-se que ele tenha lutado ao lado dos otomanos em suas campanhas europeias, principalmente contra as forças cristãs lideradas por João Corvino.  Em 1440 Skanderbeg foi nomeado sanjaco-bei do Sanjaco de Dibra.  
Durante a sua estadia na Albânia como governador otomano, manteve relações estreitas com a população das antigas propriedades do seu pai e também com outras famílias nobres albanesas. 

## História

### Ascensão
Além de Barleti, outras fontes sobre este período são os historiadores bizantinos Chalcocondylas, Sphrantzes e Critoboulos, e os documentos venezianos, publicados por Ljubić em "Monumenta spectantia historiam Slavorum Meridionalium". As fontes turcas – os cronistas do período inicial ( Aşıkpaşazade e o "Tarih-i Al-ı Osman") e os historiadores posteriores (Müneccim Başı) não são de todo explícitos e, quanto às datas, não concordam com as fontes ocidentais. fontes. As crônicas turcas de Neshri, Idris Bitlisi, Ibn Kemal e Sadeddin mencionam apenas a primeira revolta do "traiçoeiro Iskander" em 846 H. (1442–1443), a campanha do sultão Murade em 851 H. (1447–1448) e a última campanha de Maomé II em 871 H. (1466–1467).
No início de novembro de 1443, Skanderbeg desertou das forças do sultão Murade II durante a Batalha de Niš, enquanto lutava contra os cruzados de João Corvino.  De acordo com algumas fontes anteriores, Skanderbeg desertou do exército otomano durante a Batalha de Kunovica em 2 de janeiro de 1444.  Skanderbeg abandonou o campo juntamente com outros 300 albaneses que serviam no exército otomano.  Ele imediatamente liderou seus homens para Krujë, onde chegou em 28 de novembro,  e, por meio de uma carta forjada do sultão Murad ao governador de Krujë, tornou-se senhor da cidade naquele mesmo dia.   Para reforçar sua intenção de ganhar o controle dos antigos domínios de Zeta, Skanderbeg se autoproclamou herdeiro da família Balšić.  Depois de capturar alguns castelos vizinhos menos importantes (Petrela, Prezë, Guri i Bardhë, Sfetigrad, Modrič e outros), ele ergueu, de acordo com Frashëri, um estandarte vermelho com uma águia bicéfala em Krujë (a Albânia usa uma bandeira semelhante como seu símbolo nacional até hoje).  Apesar do seu valor militar, ele só conseguiu manter as suas possessões dentro da área muito estreita no actual norte da Albânia, onde ocorreram quase todas as suas vitórias contra os otomanos. 
Skanderbeg abandonou o islamismo, voltou ao cristianismo e ordenou que outros que tinham abraçado o islamismo ou eram colonos muçulmanos se convertessem ao cristianismo ou enfrentassem a morte.  A partir dessa época, os otomanos passaram a se referir a Skanderbeg como "hain (traiçoeiro) İskender".  A pequena corte de Skanderbeg era composta por pessoas de várias etnias.  Ele também era supostamente o gerente da conta bancária de Skanderbeg em Ragusa. Membros da família Gazulli tiveram papéis importantes na diplomacia, finanças e compra de armas. John Gazulli, um médico, foi enviado à corte do rei Matias Corvino para coordenar a ofensiva contra Mehmed II. O cavaleiro Pal Gazulli viajava frequentemente para a Itália, e outro Gazulli, Andrea, foi embaixador do déspota da Moreia em Ragusa antes de se tornar membro da corte de Skanderbeg em 1462. Alguns aventureiros também seguiram Skanderbeg, como um homem chamado John Newport; Stefan Maramonte, que atuou como embaixador de Skanderbeg em Milão em 1456; Stjepan Radojevic, que em 1466 forneceu navios para uma viagem a Split; Ruscus de Cattaro; e outros. A família de comerciantes de Ragusa Gondola/Gundulić teve um papel semelhante ao Gazulli. A correspondência era escrita em eslavo, grego, latim e italiano. Os documentos em latim foram escritos por notários da Itália ou dos territórios venezianos da Albânia. 

Esta variante amplamente adotada do brasão de Skanderbeg é baseada em uma ilustração encontrada no livro de 1904 Gli Albanesi e la Questione Balkanica do proeminente autor e linguista de
Arbëreshë Giuseppe Schirò

Na Albânia, a rebelião contra os otomanos já estava latente há anos antes de Skanderbeg desertar do exército otomano.  Em agosto de 1443, Gjergj Arianiti revoltou-se novamente contra os otomanos na região central da Albânia.  Sob o patrocínio veneziano,  em 2 de março de 1444, Skanderbeg convocou nobres albaneses na cidade de Lezhë controlada pelos venezianos e eles estabeleceram uma aliança militar conhecida na historiografia como a Liga de Lezhë.  Entre aqueles que se juntaram à aliança militar estavam as poderosas famílias nobres albanesas de Arianiti, Dukagjini, Muzaka, Zaharia, Thopia, Zenevisi, Dushmani e Spani, e também o nobre sérvio Stefan Crnojević de Zeta. Esta foi a primeira vez que grande parte da Albânia foi unida sob um único líder. 
Durante 25 anos, de 1443 a 1468, o exército de 10.000 homens de Skanderbeg marchou através do território otomano, vencendo forças otomanas consistentemente maiores e mais bem abastecidas.  Skanderbeg organizou um exército de defesa móvel que forçou os otomanos a dispersar as suas tropas, deixando-os vulneráveis às tácticas de ataque e fuga dos albaneses.  Skanderbeg travou uma guerra de guerrilha contra os exércitos adversários usando o terreno montanhoso a seu favor. Durante os primeiros 8 a 10 anos, Skanderbeg comandou um exército de geralmente 10.000 a 15.000 soldados, mas só tinha controle absoluto sobre os homens de seus próprios domínios e teve que convencer os outros príncipes a seguir suas políticas e táticas.  Skanderbeg ocasionalmente teve que pagar tributo aos otomanos, mas apenas em circunstâncias excepcionais, como durante a guerra com os venezianos ou sua viagem à Itália e talvez quando ele estava sob pressão de forças otomanas que eram muito fortes. 
No verão de 1444, na Planície de Torvioll, os exércitos albaneses unidos sob Skanderbeg enfrentaram os otomanos que estavam sob o comando direto do general otomano Ali Paxá, com um exército de 25.000 homens.  Skanderbeg tinha sob seu comando 7.000 soldados de infantaria e 8.000 de cavalaria. 3.000 cavaleiros estavam escondidos atrás das linhas inimigas em uma floresta próxima sob o comando de Hamza Kastrioti. A um sinal dado, eles desceram, cercaram os otomanos e deram a Skanderbeg uma vitória muito necessária. Cerca de 8.000 otomanos foram mortos e 2.000 foram capturados.  A primeira vitória de Skanderbeg ecoou por toda a Europa porque esta foi uma das poucas vezes em que um exército otomano foi derrotado em uma batalha campal em solo europeu.

Em 10 de outubro de 1445, uma força otomana de 9.000 a 15.000  homens sob o comando de Firuz Paxá foi enviada para impedir que Skanderbeg avançasse para a Macedônia. Firuz soube que o exército albanês havia se dispersado por enquanto, então ele planejou se mover rapidamente pelo vale do Drin Negro e por Prizren. Esses movimentos foram captados pelos batedores de Skanderbeg, que se moveram para encontrar Firuz.  Os otomanos foram atraídos para o vale de Mokra, e Skanderbeg, com uma força de 3.500 homens, atacou e derrotou os otomanos. Firuz foi morto junto com 1.500 de seus homens.  Skanderbeg derrotou os otomanos mais duas vezes no ano seguinte, uma vez quando as forças otomanas de Ohrid sofreram perdas severas,  e novamente na Batalha de Otonetë em 27 de setembro de 1446.  

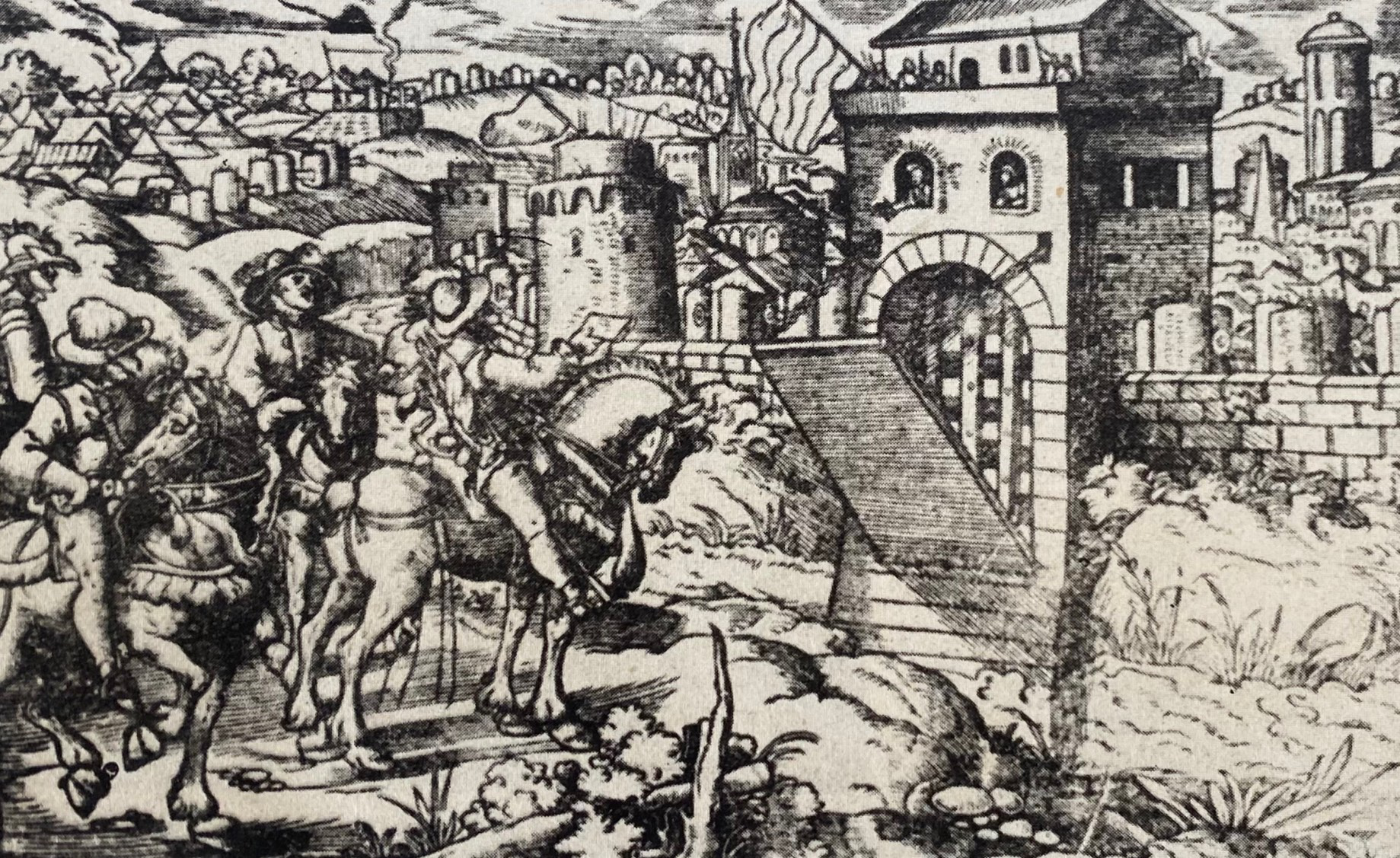
O retorno de Skanderbeg a Krujë, 1444 (xilogravura de Jost Amman)
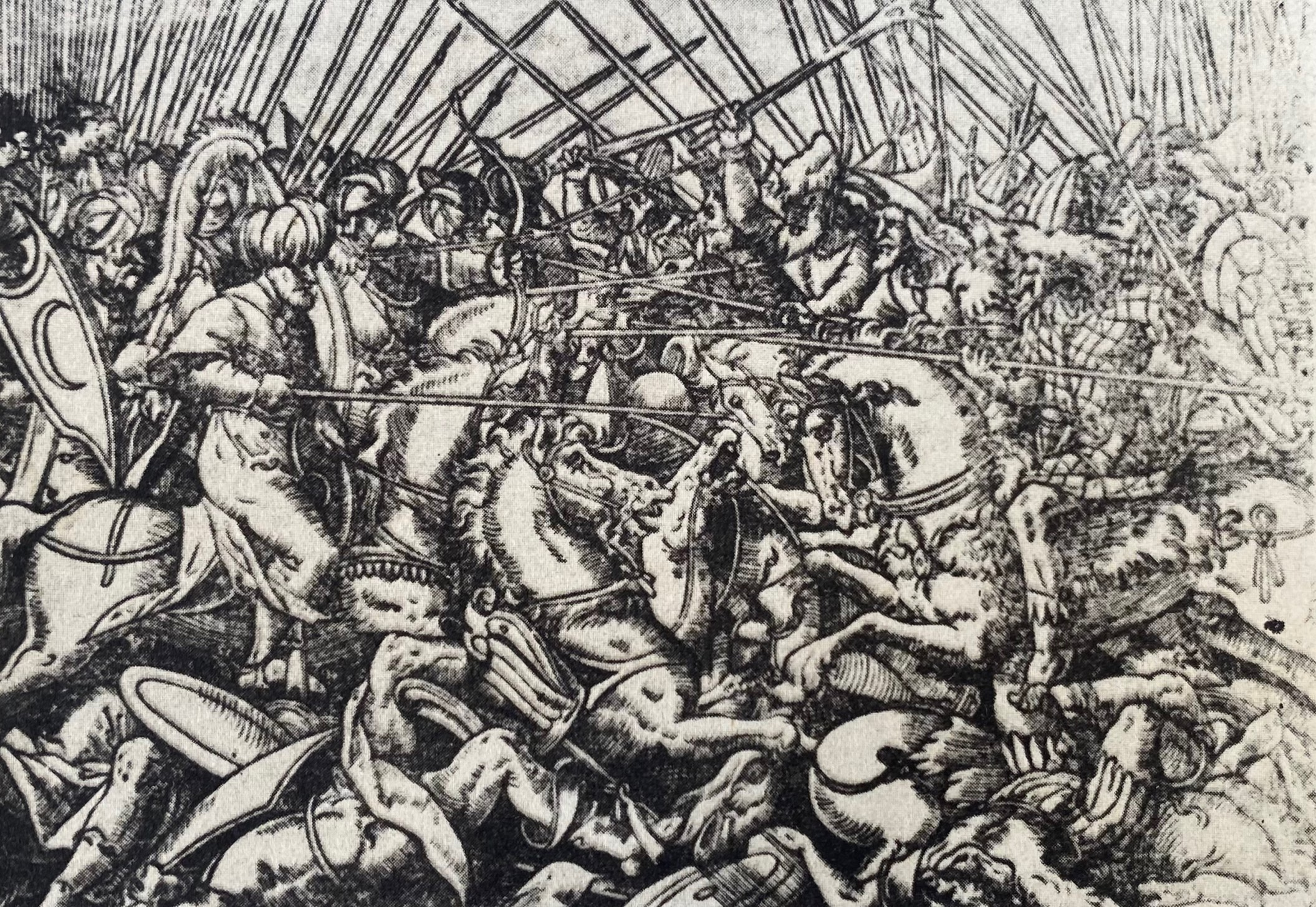
Uma xilogravura da batalha de Varna em 1444

### Guerra com Veneza: 1447 a 1448

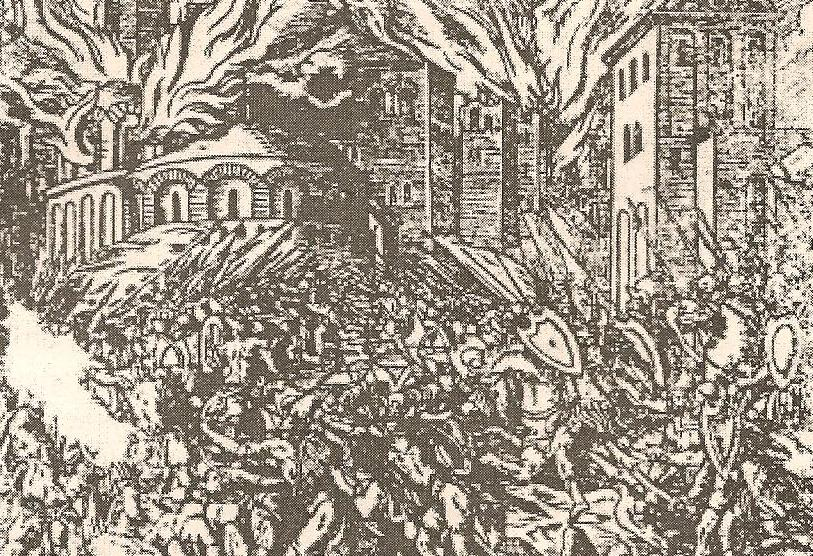
Xilogravura representando um confronto entre forças albanesas e otomanas

No início da insurreição albanesa, a República de Veneza apoiou Skanderbeg, considerando suas forças uma barreira entre eles e o Império Otomano. Lezhë, onde a liga homônima foi estabelecida, era território veneziano, e a assembleia reuniu-se com a aprovação de Veneza. A afirmação posterior de Skanderbeg e sua ascensão como uma força poderosa em suas fronteiras, no entanto, foi vista como uma ameaça aos interesses da República, levando a uma piora nas relações e à disputa pela fortaleza de Dagnum, que desencadeou a Guerra Albanesa-Veneziana de 1447-1448. Após vários ataques contra Bar e Ulcinj, juntamente com Đurađ Branković e Stefan Crnojević,  e albaneses da área, os venezianos ofereceram recompensas por seu assassinato.  Os venezianos procuraram derrubar ou assassinar Skanderbeg por qualquer meio, oferecendo até mesmo uma pensão vitalícia de 100 ducados de ouro anualmente para a pessoa que o matasse.   Durante o conflito, Veneza convidou os otomanos a atacar Skanderbeg simultaneamente pelo leste, enfrentando os albaneses com um conflito de duas frentes. 

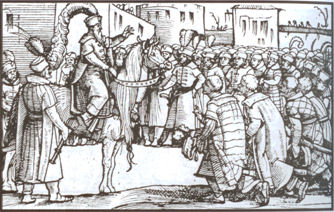
Skanderbeg se dirigindo ao povo, gravura do século XVI de Jost Amman

Em 14 de maio de 1448, um exército otomano liderado pelo sultão Murade II e seu filho Maomé sitiou o castelo de Sfetigrad. A guarnição albanesa no castelo resistiu aos ataques frontais do exército otomano, enquanto Skanderbeg perseguia as forças sitiantes com o exército albanês restante sob seu comando pessoal. Em 23 de julho de 1448, Skanderbeg venceu uma batalha perto de Shkodër contra um exército veneziano liderado por Andrea Venier. No final do verão de 1448, devido à falta de água potável, a guarnição albanesa acabou por render o castelo com a condição de passagem segura pelas forças sitiantes otomanas, uma condição que foi aceite e respeitada pelo sultão Murade II.  Fontes primárias discordam sobre o motivo pelo qual os sitiados tiveram problemas com a água no castelo: enquanto Barleti e Biemmi sustentaram que um cachorro morto foi encontrado no poço do castelo, e a guarnição se recusou a beber a água, pois isso poderia corromper suas almas, outra fonte primária, um cronista otomano, conjeturou que as forças otomanas encontraram e cortaram as fontes de água do castelo. Os historiadores recentes concordam principalmente com a versão do cronista otomano.  Embora a sua perda de homens tenha sido mínima, Skanderbeg perdeu o castelo de Sfetigrad, que era uma importante fortaleza que controlava os campos da Macedónia a leste.  Ao mesmo tempo, ele sitiou as cidades de Durazzo (atual Durrës) e Lezhë, que estavam então sob domínio veneziano.  Em agosto de 1448, Skanderbeg derrotou Mustafá Paxá em Dibër na batalha de Oranik. Mustafá Paxá perdeu 3.000 homens e foi capturado, junto com doze altos oficiais. Skanderbeg soube por esses oficiais que foram os venezianos que pressionaram os otomanos a invadir a Albânia. Os venezianos, ao saberem da derrota, pediram o estabelecimento da paz. Mustafá Paxá foi logo resgatado por 25.000 ducados aos otomanos. 
Em 23 de julho de 1448, Skanderbeg cruzou o rio Drin com 10 mil homens, encontrando uma força veneziana de 15.000 homens sob o comando de Daniele Iurichi, governador de Scutari.  Skanderbeg instruiu suas tropas sobre o que esperar e abriu a batalha ordenando que uma força de arqueiros abrisse fogo na linha veneziana.  A batalha continuou por horas até que grandes grupos de tropas venezianas começaram a fugir. Skanderbeg, vendo seus adversários em fuga, ordenou uma ofensiva em grande escala, derrotando todo o exército veneziano.  Os soldados da República foram perseguidos até aos portões de Scutari e os prisioneiros venezianos foram depois levados para fora da fortaleza.  Os albaneses conseguiram infligir 2.500 baixas às forças venezianas, capturando 1.000. O exército de Skanderbeg sofreu 400 baixas, a maioria na ala direita.   O tratado de paz, negociado por Georgius Pelino  e assinado entre Skanderbeg e Veneza em 4 de outubro de 1448, previa que Veneza manteria Dagnum e seus arredores, mas cederia a Skanderbeg o território de Buzëgjarpri na foz do rio Drin, e também que Skanderbeg desfrutaria do privilégio de comprar, isento de impostos, 200 cargas de sal por ano de Durazzo. Além disso, Veneza pagaria a Skanderbeg 1.400 ducados. Durante o período de conflitos com Veneza, Skanderbeg intensificou as relações com Afonso V de Aragão (r. 1416–1458), que foi o principal rival de Veneza no Adriático, onde seus sonhos de um império sempre foram combatidos pelos venezianos. 
Uma das razões pelas quais Skanderbeg concordou em assinar o tratado de paz com Veneza foi o avanço do exército de João Corvino em Kosovo e seu convite para que Skanderbeg se juntasse à expedição contra o sultão. No entanto, o exército albanês sob o comando de Skanderbeg não participou desta batalha, pois foi impedido de se juntar ao exército de Hunyadi.  Acredita-se que ele foi atrasado por Đurađ Branković, então aliado ao sultão Murade II, embora o papel exato de Brankovic seja contestado.    Skanderbeg ficou indignado pelo fato de ter sido impedido de participar de uma batalha que poderia ter mudado o destino de sua terra natal, se não de toda a Península Balcânica. Como resultado disso, ele deixou seus exércitos invadirem Kosovo, depois ateou fogo em vilas sérvias e massacrou seus habitantes para punir Brankovic. Ele então retornou a Krujë no final de novembro.     Antonio Bonfini, um cortesão italiano do rei húngaro, acreditava que a batalha poderia ter sido vencida se Skanderbeg tivesse participado.  Ele parece ter marchado para se juntar a Hunyadi imediatamente após fazer as pazes com os venezianos, e estar a apenas 20 milhas de Kosovo Polje quando o exército húngaro finalmente se dispersou. 

### Cerco de Krujë (1450) e suas consequências
Em junho de 1450, dois anos após os otomanos terem capturado Sfetigrad, eles sitiaram Krujë com um exército de aproximadamente 100.000 homens e liderado novamente pelo próprio sultão Murade II e seu filho, Maomé II.  Seguindo uma estratégia de terra arrasada (negando assim aos otomanos o uso dos recursos locais necessários), Skanderbeg deixou uma guarnição protetora de 1.500 homens sob um de seus tenentes mais confiáveis, Vrana Konti, enquanto, com o restante do exército, que incluía muitos eslavos, alemães, franceses e italianos,   ele assediou os acampamentos otomanos ao redor de Krujë atacando continuamente as caravanas de suprimentos do sultão Murad II. A guarnição repeliu três grandes ataques diretos dos otomanos às muralhas da cidade, causando grandes perdas às forças sitiantes. As tentativas otomanas de encontrar e cortar as fontes de água falharam, assim como um túnel escavado, que desabou repentinamente. Uma oferta de 300.000 aspra (moedas de prata otomanas) e uma promessa de uma alta patente como oficial do exército otomano feita a Vrana Konti, foram ambas rejeitadas por ele. 

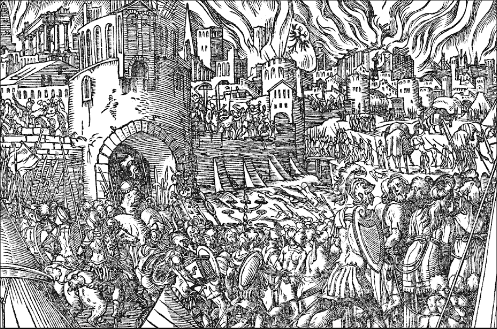
Primeiro Cerco de Krujë, 1450, xilogravura de Jost Amman

Durante o Primeiro Cerco de Krujë, os mercadores venezianos de Scutari venderam alimentos ao exército otomano e os de Durazzo forneceram ao exército de Skanderbeg.  Um ataque furioso de Skanderbeg às caravanas venezianas aumentou a tensão entre ele e a República, mas o caso foi resolvido com a ajuda do bailo de Durazzo, que impediu os mercadores venezianos de fornecerem mais suprimentos aos otomanos.  Apesar da ajuda veneziana aos otomanos, em setembro de 1450, o acampamento otomano estava em desordem, pois o castelo ainda não havia sido tomado, o moral havia caído e as doenças estavam se alastrando. Murad II reconheceu que não poderia capturar o castelo de Krujë pela força das armas antes do inverno e, em outubro de 1450, levantou o cerco e seguiu para Edirne.  Os otomanos sofreram 20.000 baixas durante o cerco, e muitos mais morreram quando Murad escapou da Albânia.  Poucos meses depois, em 3 de fevereiro de 1451, Murade morreu em Edirne e foi sucedido por seu filho Maomé II (r. 1451–1481). 
Após o cerco, Skanderbeg estava no fim de seus recursos. Ele perdeu todos os seus bens, exceto Krujë. Os outros nobres da região da Albânia se aliaram a Murade II quando ele veio para salvá-los da opressão. Mesmo após a retirada do sultão, eles rejeitaram os esforços de Skanderbeg para impor sua autoridade sobre seus domínios.  Skanderbeg então viajou para Ragusa, pedindo ajuda, e os ragusanos informaram o Papa Nicolau V. Por meio de assistência financeira, Skanderbeg conseguiu manter Krujë e recuperar grande parte de seu território. O sucesso de Skanderbeg atraiu elogios de toda a Europa e embaixadores foram enviados a ele de Roma, Nápoles, Hungria e Borgonha. 

### Consolidação

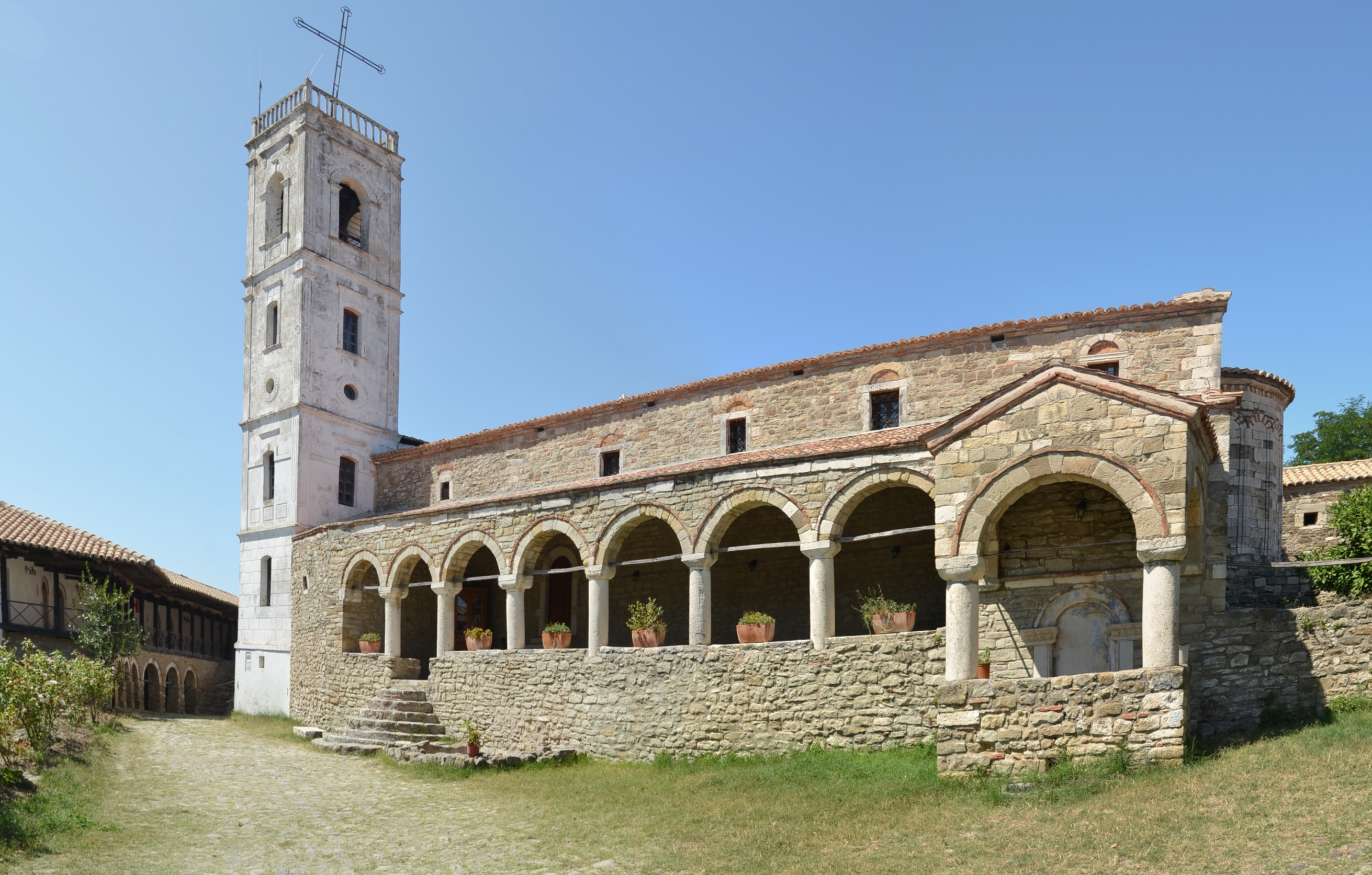
O Mosteiro de Ardenica, onde Skanderbeg se casou com Donika

Embora Skanderbeg tenha obtido sucesso na resistência ao próprio Murade II, as colheitas foram improdutivas e a fome era generalizada. Após ser rejeitado pelos venezianos, Skanderbeg estabeleceu laços mais estreitos com o rei Afonso V  que, em janeiro de 1451, o nomeou "capitão-general do rei de Aragão" .  Atendendo aos pedidos de Skanderbeg, o rei Afonso V ajudou-o nesta situação e as duas partes assinaram o Tratado de Gaeta em 26 de março de 1451, segundo o qual Skanderbeg era formalmente um vassalo em troca de ajuda militar.  Os autores discordaram sobre se Krujë pertencia a Skanderbeg ou a Alfonso V; enquanto C. Marinesco afirmou que Krujë não pertencia mais a Skanderbeg, mas a Alfonso, que exercia seu poder por meio de seu vice-rei,  esta tese foi rejeitada por A. Gegaj, que afirmou que a desproporção em números entre as forças espanholas (100) e as de Skanderbeg (cerca de 10–15 mil) mostrava claramente que a cidade pertencia a Skanderbeg. Presume-se que Skanderbeg tinha de facto controlo total sobre os seus territórios:  enquanto os arquivos de Nápoles registam pagamentos e fornecimentos enviados a Skanderbeg, não mencionam qualquer tipo de pagamento ou tributo de Skanderbeg a Afonso, excepto vários prisioneiros de guerra otomanos e estandartes enviados por ele como presente ao rei.   Mais explicitamente, Skanderbeg reconheceu a soberania de Afonso sobre suas terras em troca de ajuda contra os otomanos. O rei Afonso prometeu respeitar os antigos privilégios dos territórios de Krujë e da Albânia e pagar a Skanderbeg 1.500 ducados anuais, enquanto Skanderbeg prometeu fazer sua fidelidade ao rei Afonso somente após a expulsão dos otomanos de suas terras, uma condição nunca alcançada durante a vida de Skanderbeg. 
Skanderbeg casou-se com Donika, filha de Gjergj Arianiti, um dos nobres albaneses mais influentes, fortalecendo os laços entre eles,  um mês após o tratado em 21 de abril de 1451 no Mosteiro Ortodoxo de Ardenica,  Seu único filho foi Gjon Kastrioti II, no entanto, uma filha mais velha chamada Voisava também é mencionada em algumas fontes. 
Em 1451, Maomé estava focado em derrotar os caramânidas e Menteşe no leste, mas sua intenção era retornar à Albânia. Durante este breve período de descanso, Skanderbeg assumiu a reconstrução de Krujë e ergueu uma nova fortaleza em Modrica, no Vale do Drin, perto de Sfetigrad (que havia sido perdida em um cerco em 1448), onde as forças otomanas haviam passado sem impedimentos.  A fortaleza foi construída no auge do verão, em poucos meses, quando havia poucos postos otomanos. Isto foi um golpe enorme para os esforços otomanos, cujas operações albanesas foram assim inibidas. 
Logo após o Tratado de Gaeta, Afonso V assinou outros tratados com o resto dos nobres albaneses mais importantes, incluindo Gjergj Arianiti,  e com o déspota da Moreia, Demetrios Paleólogo.  Esses esforços mostram que Afonso pensou em uma cruzada partindo da Albânia e da Moreia, o que, no entanto, nunca aconteceu.  Após o tratado, no final de maio de 1451, um pequeno destacamento de 100 soldados catalães, liderados por Bernard Vaquer, foi estabelecido no castelo de Krujë. Um ano depois, em maio de 1452, outro nobre catalão, Ramon d'Ortafà, chegou a Krujë com o título de vice-rei. Em 1453, Skanderbeg fez uma visita secreta a Nápoles e ao Vaticano, provavelmente para discutir as novas condições após a queda de Constantinopla e o planejamento de uma nova cruzada que Alfonso teria apresentado ao Papa Nicolau V em uma reunião em 1453-54.  Durante os cinco anos que se seguiram ao primeiro cerco de Krujë, a Albânia teve algum descanso enquanto o novo sultão se preparava para conquistar os últimos vestígios do Império Bizantino, mas em 1452 o recém-eleito sultão otomano Maomé II ordenou sua primeira campanha contra Skanderbeg. Uma expedição foi enviada sob o comando duplo de Taipe Paxá, o comandante principal, e Hâmeza Paxá, seu subordinado, com um exército de cerca de 25.000 homens divididos entre os dois. 

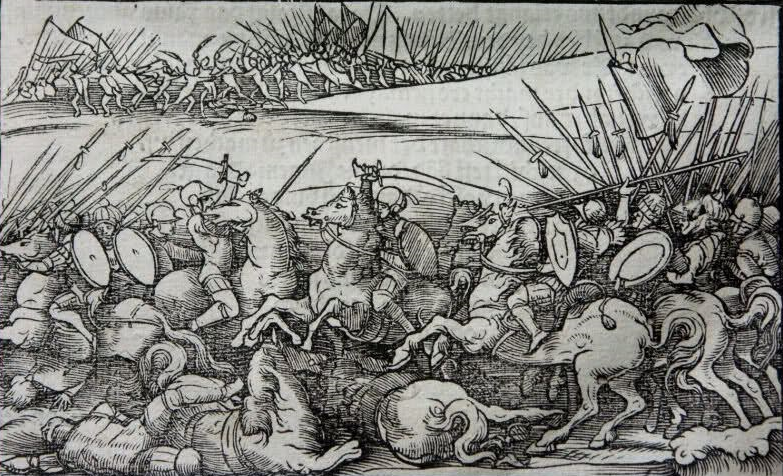
Vitória de Skanderbeg sobre os otomanos na Batalha de Polog, 1453

Skanderbeg reuniu 14.000 homens e marchou contra o exército otomano.  Skanderbeg planejou primeiro derrotar Hamza e depois contornar Tahip e cercá-lo.  Skanderbeg não deu muito tempo para Hamza se preparar e, em 21 de julho, ele atacou imediatamente. O ataque feroz fez com que a força otomana fugisse rapidamente.   No mesmo dia, Skanderbeg atacou o exército de Tahip e derrotou-o, com Tahip morto  e os otomanos ficaram assim sem o seu comandante enquanto fugiam.  A vitória de Skanderbeg sobre um governante ainda mais poderoso que Murad foi uma grande surpresa para os albaneses.  Durante este período, as escaramuças entre Skanderbeg e a família Dukagjini, que se arrastavam há anos, foram encerradas por uma intervenção reconciliatória do Papa e, em 1454, um tratado de paz entre eles foi finalmente alcançado. 
Em 22 de abril de 1453, Mehmed enviou outra expedição à Albânia sob o comando de Ibraim Paxá.  No mesmo dia, apesar das tempestades, Skanderbeg lançou um rápido ataque de cavalaria que invadiu o acampamento inimigo, causando desordem e caos.  Ibrahim foi morto em combate  juntamente com 3.000 dos seus homens. O exército de Skanderbeg continuou a saquear antes de retornar a Debar.  Ele retornou triunfantemente com seu exército com quem havia dividido seu butim.  Cinco semanas depois, Maomé II capturou Constantinopla, o que causou profundos problemas aos estados cristãos da Europa. Maomé, então chamado de "o Conquistador", voltou sua atenção para derrotar finalmente o Reino da Hungria e cruzar para a Itália. 
Skanderbeg informou ao Rei Afonso que havia conquistado alguns territórios e um castelo, e Afonso respondeu alguns dias depois que em breve Ramon d'Ortafà retornaria para continuar a guerra contra os otomanos e prometeu mais tropas e suprimentos. No início de 1454, Skanderbeg e os venezianos  informaram o Rei Afonso e o Papa sobre uma possível invasão otomana e pediu ajuda. O Papa enviou 3.000 ducados enquanto Afonso enviou 500 soldados de infantaria e uma certa quantia de dinheiro para Skanderbeg.  Enquanto isso, o Senado Veneziano estava ressentido com a aliança de Skanderbeg com Nápoles, um antigo inimigo de Veneza. Frequentemente, eles atrasavam seus tributos a Skanderbeg e isso foi por muito tempo uma questão de disputa entre as partes, com Skanderbeg ameaçando guerra a Veneza pelo menos três vezes entre 1448 e 1458, e Veneza cedendo em um tom conciliatório. 
Em junho de 1454, Ramon d'Ortafà retornou a Krujë, desta vez com o título de vice-rei da Albânia, Grécia e Eslavônia, com uma carta pessoal a Skanderbeg como capitão-geral das forças armadas alinhadas aos napolitanos em partes da Albânia (Magnifico et strenuo viro Georgio Castrioti, dicto Scandarbech, gentium armorum nostrarum in partibus Albanie generali capitaneo, consiliario fideli nobis dilecto).  Junto com d'Ortafà, o Rei Alfonso V também enviou os clérigos Fra Lorenzo da Palerino e Fra Giovanni dell'Aquila para a Albânia com uma bandeira bordada com uma cruz branca como símbolo da Cruzada que estava prestes a começar.   Embora essa cruzada nunca tenha se materializado, as tropas napolitanas foram usadas no Cerco de Berat, onde foram quase totalmente aniquiladas e nunca foram substituídas.

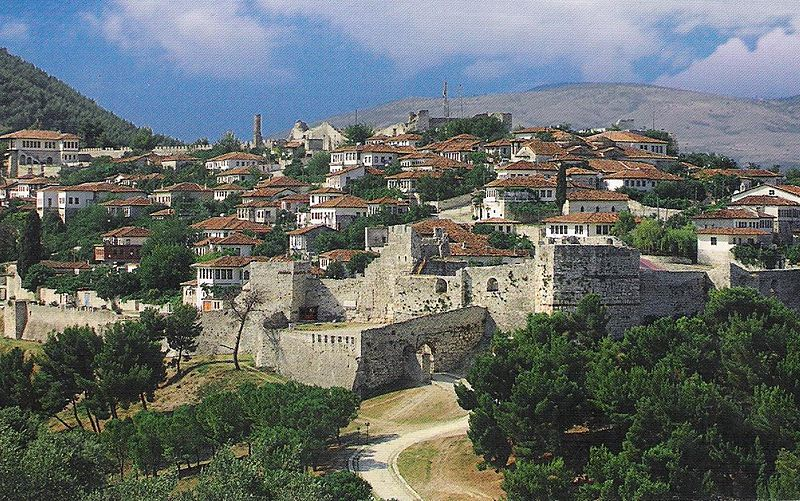
A cidadela de Berat

O cerco de Berat, o primeiro teste real entre os exércitos do novo sultão e Skanderbeg, terminou numa vitória otomana.  Skanderbeg sitiou o castelo da cidade durante meses, fazendo com que o desmoralizado oficial otomano responsável pelo castelo prometesse sua rendição.  Nesse ponto, Skanderbeg relaxou seu controle, dividiu suas forças e partiu do cerco, deixando para trás um de seus generais, Muzakë Topia, e metade de sua cavalaria nas margens do rio Osum para finalizar a rendição.  Foi um erro dispendioso: os otomanos viram este momento como uma oportunidade de ataque e enviaram uma grande força de cavalaria, liderada por Isak-Beg, para reforçar a guarnição.  As forças albanesas foram abaladas por uma falsa sensação de segurança.  Os otomanos pegaram a cavalaria albanesa de surpresa enquanto eles descansavam nas margens do rio Osum, e quase todos os 5.000 cavaleiros albaneses que sitiavam Berat foram mortos.  A maioria das forças pertencia a Gjergj Arianiti, cujo papel como maior apoio de Skanderbeg diminuiu após a derrota.  A atitude de outros nobres albaneses também foi um pouco afetada.

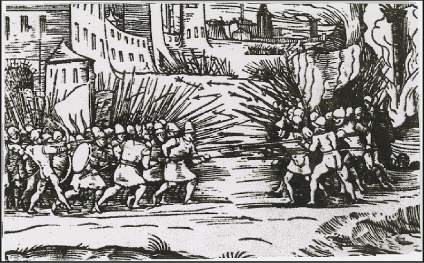
Segunda Batalha de Oranik, 1456

Moisi Golemi desertou para os otomanos e retornou à Albânia em 1456 como comandante de um exército otomano de 15.000 homens, mas foi derrotado por Skanderbeg na Batalha de Oranik  e perdeu seu território de Debar para Skanderbeg no final de março de 1456.  Em 5 de abril de 1456, Skanderbeg entrou em Kruja e Moisi fugiu para ele professando sua disposição de pegar em armas contra os otomanos, e Skanderbeg o perdoou,  permanecendo leal até sua morte em 1464.  De vez em quando, Veneza conseguia agitar os parentes de Skanderbeg e os vizinhos mais fracos, que se opuseram a ele ao idoso Gjergj Arianiti como "capitão de toda a Albânia" de Scutari a Durazzo em 1456, mas na guerra de clãs Skanderbeg geralmente tinha a vantagem.  Skanderbeg assumiu também as possessões dos Zenevisi e dos Balšić.  Os seguidores de Skanderbeg que governaram o norte da Albânia e todos os chefes de ambos os lados das montanhas Tomor permaneceram leais a ele. 

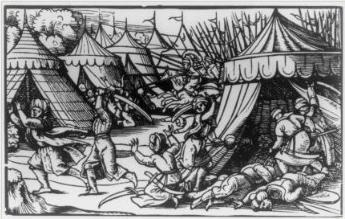
Gravura de um ataque albanês ao acampamento otomano durante a Batalha de Albulena, 1457

Em 1456, um dos sobrinhos de Skanderbeg, George Strez Balšić, vendeu a fortaleza de Modrič (hoje na Macedônia do Norte) aos otomanos por 30.000 ducados de prata. Ele tentou encobrir o ato; no entanto, sua traição foi descoberta e ele foi enviado para a prisão em Nápoles.  Em 1456 nasceu o filho de Skanderbeg, Gjon Kastrioti II.  Hamza Kastrioti, sobrinho de Skanderbeg e seu colaborador mais próximo, perdeu a esperança de sucessão após o nascimento do filho de Skanderbeg e desertou para os otomanos no mesmo ano.  No verão de 1457, um exército otomano com aproximadamente 70.000 homens  invadiu a Albânia com a esperança de destruir a resistência albanesa de uma vez por todas. Este exército era liderado por Isak-Beg e Hamza Kastrioti, o comandante que sabia tudo sobre táticas e estratégias albanesas. Depois de causar muitos danos ao campo,  o exército otomano montou acampamento no campo de Ujebardha, a meio caminho entre Lezhë e Krujë. Depois de ter evitado o inimigo durante meses, dando calmamente aos otomanos e aos seus vizinhos europeus a impressão de que estava derrotado, em 2 de setembro Skanderbeg atacou as forças otomanas nos seus acampamentos e derrotou-as  matando 15.000 otomanos, capturando 15.000 e 24 estandartes, e todas as riquezas do acampamento.  Esta foi uma das vitórias mais famosas de Skanderbeg sobre os otomanos, que levou a um tratado de paz de cinco anos com o sultão Maomé II. Hamza foi capturado  e enviado para detenção em Nápoles. 
Após a vitoriosa Batalha de Ujëbardha, as relações de Skanderbeg com o Papado sob o Papa Calisto III foram intensificadas. A razão foi que durante esse tempo, os empreendimentos militares de Skanderbeg envolveram despesas consideráveis, para as quais a contribuição de Afonso V de Aragão não foi suficiente.  Em 1457, Skanderbeg solicitou ajuda de Calisto III. Estando ele próprio em dificuldades financeiras, o papa não pôde fazer mais do que enviar a Skanderbeg uma única galera e uma modesta quantia de dinheiro, prometendo mais navios e maiores quantias de dinheiro no futuro.  Em 23 de dezembro de 1457, Calisto III declarou Skanderbeg Capitão-General da Cúria (Santa Sé) na guerra contra os otomanos. O Papa deu-lhe o título de Athleta Christi, ou Campeão de Cristo. 

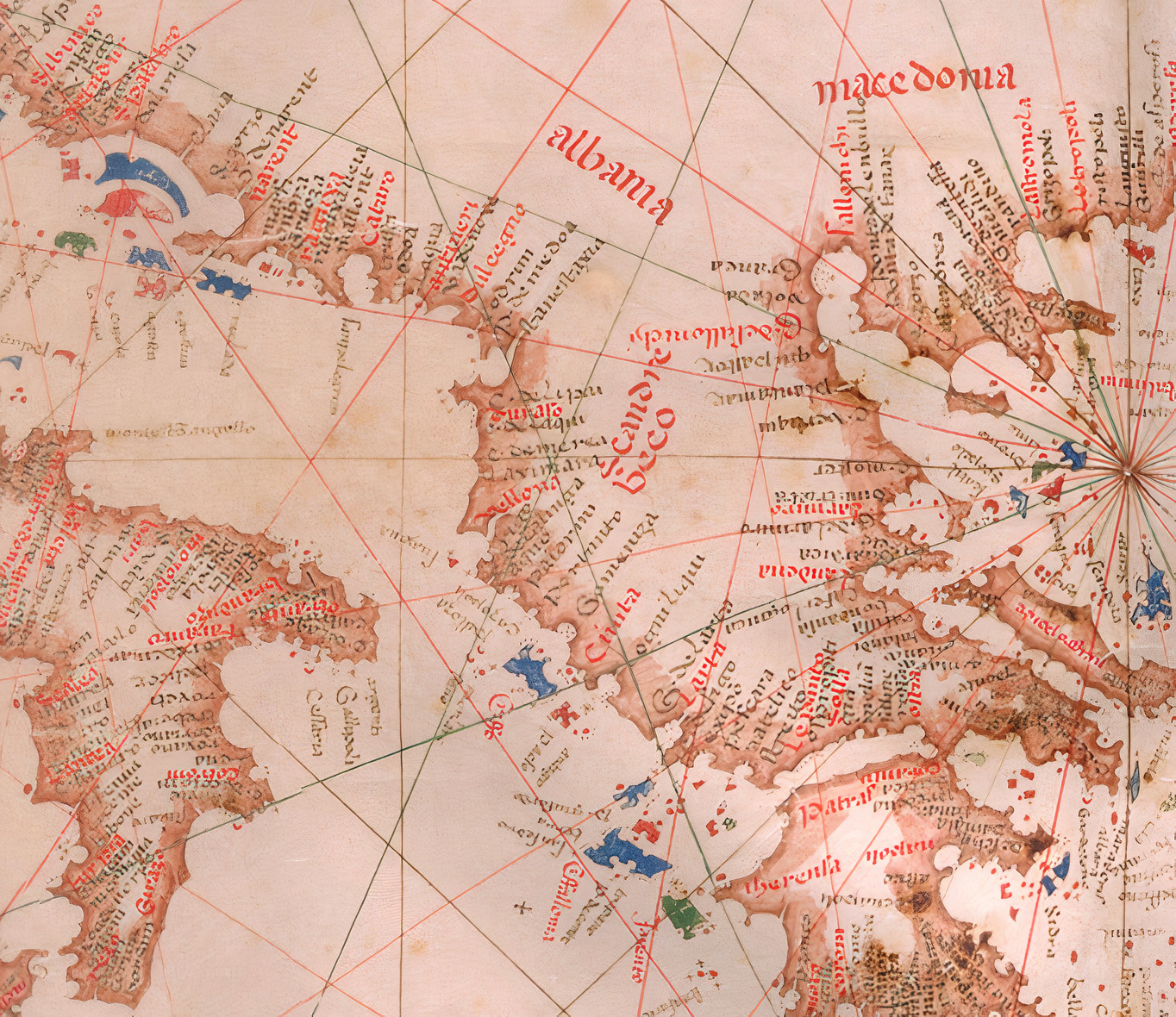
Carta náutica da Albânia medieval de 1455, de Bartolomeo Pareto, destaca os domínios sob o governo de Skanderbeg

Enquanto isso, Ragusa se recusou terminantemente a liberar os fundos que haviam sido coletados na Dalmácia para a cruzada e que, segundo o Papa, deveriam ter sido distribuídos em partes iguais para Hungria, Bósnia e Albânia. Os Ragusanos até entraram em negociações com Mehmed.  No final de dezembro de 1457, Calisto ameaçou Veneza com um interdito e repetiu a ameaça em fevereiro de 1458. Como capitão da Cúria, Skanderbeg nomeou o duque de Leukas (Santa Maura), Leonardo III Tocco, ex-príncipe de Arta e "déspota dos romanos", uma figura conhecida no sul do Épiro, como tenente em sua terra natal. 
Em 27 de junho de 1458, o rei Afonso V morreu em Nápoles e Skanderbeg enviou emissários ao seu filho e sucessor, o rei Fernando.  Segundo o historiador C. Marinesco, a morte do rei Afonso marcou o fim do sonho aragonês de um Império Mediterrâneo e também a esperança de uma nova cruzada na qual Skanderbeg foi designado um papel de liderança.  O relacionamento de Skanderbeg com o Reino de Nápoles continuou após a morte de Afonso V, mas a situação havia mudado. Fernando I não era tão capaz quanto seu pai e agora era a vez de Skanderbeg ajudar o rei Fernando a recuperar e manter seu reino. Em 1459, Skanderbeg capturou a fortaleza de Sati do Império Otomano e cedeu-a a Veneza para garantir um relacionamento cordial com a Signoria.  A reconciliação chegou ao ponto em que o Papa Pio II sugeriu confiar os domínios de Skanderbeg a Veneza durante sua expedição italiana. 
Depois que o déspota sérvio Estêvão Branković foi destronado em abril de 1459, ele viajou para a Albânia e ficou com Skanderbeg e apoiou suas atividades anti-otomanas, forjando planos para recapturar a Sérvia dos otomanos e retornar a Smederevo. Em novembro de 1460, o déspota Stefan casou-se com Angelina Arianiti, irmã da esposa de Skanderbeg, Donika.  Skanderbeg deu ao déspota destronado Stefan uma propriedade desconhecida como apanágio.  Com as recomendações de Skanderbeg, o déspota Stefan mudou-se para a Itália em 1461  ou 1466. 

### Expedição italiana: 1460 a 1462

Expedição militar de Skanderbeg à Itália 1460–1462. A rota do norte foi tomada por ele mesmo, enquanto a do sul foi tomada por seus subordinados

Em 1460, o rei Fernando teve sérios problemas com outra revolta dos angevinos e pediu ajuda a Skanderbeg. Este convite preocupou os oponentes do rei Fernando, e Sigismondo Pandolfo Malatesta declarou que se Fernando de Nápoles recebesse Skanderbeg, Malatesta iria para os otomanos.  No mês de setembro de 1460, Skanderbeg despachou uma companhia de 500 cavaleiros sob o comando de seu sobrinho, Ivan Strez Balšić. 

"O Príncipe de Taranto escreveu-me uma carta, cuja cópia, e a resposta que lhe dei, estou enviando a Vossa Majestade. Estou muito surpreso que Sua Senhoria tenha pensado em desviar-me de minha intenção com suas palavras bruscas, e Gostaria de dizer uma coisa: que Deus guarde Vossa Majestade do mal, do mal e do perigo, mas seja como for, sou amigo da virtude e não da fortuna."

Carta de Skanderbeg a Fernando I de Nápoles.
O principal rival de Fernando, o príncipe de Taranto, Giovanni Antonio Orsini, tentou dissuadir Skanderbeg desta empreitada e até lhe ofereceu uma aliança.  Isso não afetou Skanderbeg, que respondeu em 31 de outubro de 1460 que devia fidelidade à família de Aragão, especialmente em tempos difíceis. Em sua resposta a Orsini, Skanderbeg mencionou que os albaneses nunca traem seus amigos e que eles são descendentes de Pirro do Épiro, e lembrou Orsini das vitórias de Pirro no sul da Itália.  Quando a situação se tornou crítica, Skanderbeg fez um armistício de três anos com os otomanos em 17 de abril de 1461 e, no final de agosto de 1461, desembarcou na Apúlia com uma força expedicionária de 1.000 cavaleiros e 2.000 infantaria. Em Barletta e Trani, ele conseguiu derrotar as forças italianas e angevinas de Orsini de Taranto, garantiu o trono do rei Fernando e retornou à Albânia.   O rei Fernando ficou grato a Skanderbeg por esta intervenção pelo resto da sua vida: com a morte de Skanderbeg, recompensou os seus descendentes com o castelo de Trani e as propriedades de Monte Sant'Angelo e San Giovanni Rotondo. 

### Carta de Skanderbeg ao Príncipe de Taranto
"Além disso, você despreza nosso povo, alegando que os albaneses nada mais são do que ovelhas, e de acordo com seus costumes, pensa em nós apenas com insultos. Parece que você não sabe nada sobre as origens de nossa raça. Nossos anciões eram os Epirotes de onde Pirro surgiu o próprio, cujo poder os romanos mal conseguiam resistir. Aqueles mesmos Epirotas que com suas armas avançaram e conquistaram Taranto e grande parte da Itália.
Não existe desafio ao seu poder por parte de gente como os tarentinos, uma espécie de homens molhados nascidos apenas para pescar.
E já que você proclama a Albânia como parte da Macedônia, então você também concede aos nossos mais velhos como nobres que foram até a Índia sob Alexandre, o Grande, derrotando todos os povos que vieram antes deles com grande facilidade.
Desses homens descendem aqueles que vocês chamam de ovelhas. Mas a natureza das coisas não mudou. Por que seus homens fogem na cara das ovelhas?"

Carta de Skanderbeg ao Príncipe de Taranto.
Em sua carta, Skanderbeg afirmou claramente sua herança albanesa, afirmando que os albaneses eram descendentes dos antigos epirotas e do próprio Pirro.
O Príncipe de Taranto afirmou que os albaneses eram descendentes dos antigos macedônios.

### Últimos anos
Depois de proteger Nápoles, Skanderbeg retornou para casa após ser informado dos movimentos otomanos. Havia três exércitos otomanos se aproximando da Albânia. O primeiro, sob o comando de Sinane Paxá, foi derrotado em Mokra (em Makedonski Brod).  Ao saber da derrota, Mehmed II enviou um segundo exército sob o comando de Hasan Bey. Skanderbeg e Hasan se confrontaram em Mokra, onde o último foi derrotado e perdeu a maioria de suas forças, além de ser ferido. Ele se rendeu a Skanderbeg e foi preso.  O segundo exército, sob o comando de Hasan bey, foi derrotado em Ohrid, onde o comandante otomano foi capturado.  O terceiro exército otomano, uma força de 30.000 homens sob o comando de Karaza, foi derrotado na região de Skopje.  Isto forçou o sultão Maomé II a concordar com um armistício de 10 anos, que foi assinado em abril de 1463 em Skopje.  Skanderbeg não queria a paz, mas a disposição de Tanush Thopia pela paz prevaleceu. O próprio Tanush foi a Tivoli para explicar ao Papa por que Skanderbeg havia optado pela paz com Maomé II. Ele ressaltou que Skanderbeg estaria pronto para voltar à guerra caso o Papa o solicitasse. 

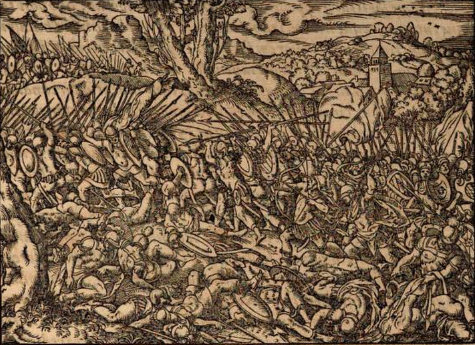
Vitória de Skanderbeg com os venezianos sobre os otomanos na Batalha de Ohrid em 1464

Enquanto isso, a posição de Veneza em relação a Skanderbeg mudou perceptivelmente porque entrou em guerra com os otomanos (1463-79). Durante este período, Veneza viu Skanderbeg como um aliado inestimável e, em 20 de agosto de 1463, o tratado de paz de 1448 foi renovado com outras condições adicionadas: o direito de asilo em Veneza, um artigo estipulando que qualquer tratado veneziano-otomano incluiria uma garantia de independência albanesa e permitindo a presença de vários navios venezianos no Adriático ao redor de Lezhë.  Em novembro de 1463, o Papa Pio II tentou organizar uma nova cruzada contra os otomanos, semelhante ao que o Papa Nicolau V e o Papa Calisto III tentaram antes. Pio II convidou toda a nobreza cristã a aderir, e os venezianos responderam imediatamente ao apelo.  O mesmo aconteceu com Skanderbeg, que em 27 de novembro de 1463 declarou guerra aos otomanos quando uma força de 14.000 homens foi enviada sob o comando de Şeremet bey para reforçar fortalezas na área de Ohrid.  Devido à iminente cruzada, a República de Veneza decidiu ajudar Skanderbeg enviando 500 cavaleiros e 500 infantaria sob o comando do condottiero Antonio da Cosenza, também conhecido como Cimarosto.  Em 14 ou 15 de setembro, depois de atrair os otomanos para fora dos portões de Ohrid e fingir uma retirada, as forças de Skanderbeg atacaram e derrotaram a guarnição otomana. Şeremet perdeu 10.000 homens e seu filho foi capturado. O restante das forças otomanas foi perseguido pelas forças albanesas-venezianas.   A cruzada planejada por Pio II previa reunir 20.000 soldados em Taranto, enquanto outros 20.000 seriam reunidos por Skanderbeg. Eles teriam sido reunidos em Durazzo sob a liderança de Skanderbeg e teriam formado a frente central contra os otomanos. No entanto, Pio II morreu em agosto de 1464, no momento crucial em que os exércitos cruzados se reuniam e se preparavam para marchar em Ancona, e Skanderbeg foi novamente deixado sozinho enfrentando os otomanos. 

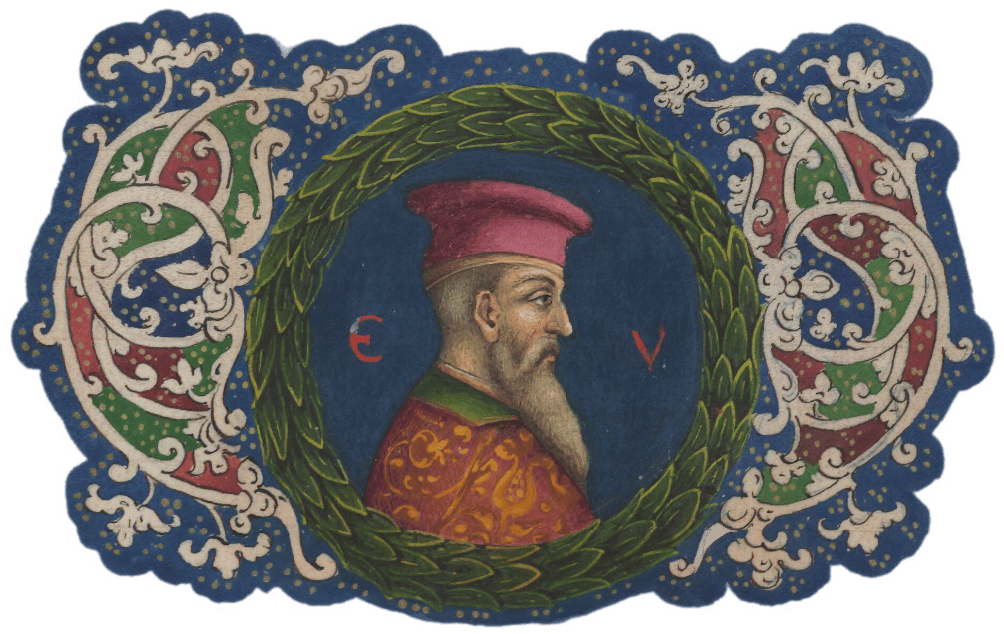
Uma das ilustrações mais antigas de Skanderbeg: uma miniatura incluída em De Romanorum magistratibus, sacerdotiisque Romanorum de Lucio Fenestella (pseudônimo deAndrea Domenico Fiocco), impresso pela primeira vez em 1465

Em abril de 1465, na Batalha de Vaikal, Skanderbeg lutou e derrotou Ballaban Badera, um sanjaco-bei albanês otomano do Sanjaco de Ocrida .  No entanto, durante uma emboscada na mesma batalha, Ballaban conseguiu capturar alguns nobres albaneses importantes, incluindo o comandante da cavalaria Moisi Golemi, o intendente-chefe do exército Vladan Gjurica, o sobrinho de Skanderbeg, Muzaka, e outros 18 oficiais.  Eles foram imediatamente enviados para Constantinopla, onde foram esfolados vivos por quinze dias e depois cortados em pedaços e jogados aos cães. Os apelos de Skanderbeg para tê-los de volta, por meio de resgate ou troca de prisioneiros, falharam.  Mais tarde, naquele mesmo ano, outros dois exércitos otomanos apareceram nas fronteiras. O comandante de um dos exércitos otomanos era Balabane Paxá, que, juntamente com Jakup Bey, o comandante do segundo exército, planejou um envolvimento de flanco duplo. Skanderbeg, no entanto, atacou as forças de Ballaban na Segunda Batalha de Vajkal, onde os otomanos foram derrotados. Desta vez, todos os prisioneiros otomanos foram mortos num acto de vingança pela execução anterior de capitães albaneses.  O outro exército otomano, sob o comando de Jakup Bey, também foi derrotado alguns dias depois no campo de Kashari, perto de Tirana. 

#### Segundo Cerco de Krujë e suas consequências (1466–1467)
Em 1466, o sultão Maomé II liderou pessoalmente um exército de 30.000 homens na Albânia e lançou o Segundo Cerco de Krujë, como seu pai havia tentado 16 anos antes.  A cidade era defendida por uma guarnição de 4.400 homens, liderada pelo príncipe Tanush Thopia. Após vários meses de cerco, destruição e assassinatos por todo o país, Maomé II, assim como seu pai, viu que tomar Krujë seria impossível pela força das armas. Posteriormente, ele deixou o cerco para retornar a Istambul.  No entanto, ele deixou a força de 30.000 homens sob o comando de Balabane Paxá para manter o cerco, construindo um castelo na Albânia central, que ele chamou de Il-basan (moderna Elbassane), para apoiar o cerco. Durazzo seria o próximo alvo do sultão para ser usado como uma base forte em frente à costa italiana. 

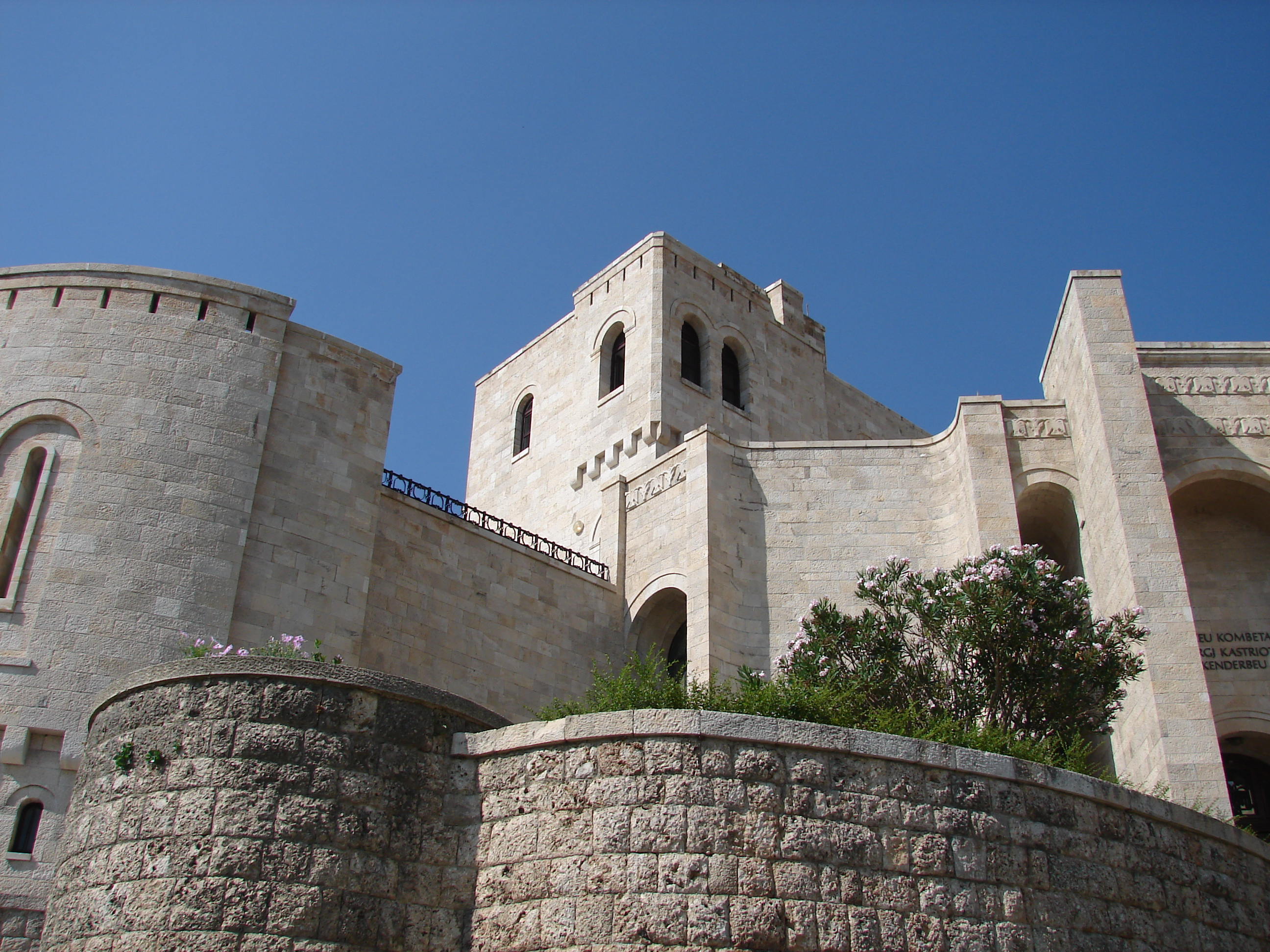
Museu Skanderbeg em Krujë

Em 1466, na sua viagem de regresso a Istambul, Maomé II expatriou Dorotheos, o Arcebispo de Ocrida e os seus clérigos e boiardos devido às suas atividades anti-otomanas e à colaboração com rebeldes da Albânia durante a rebelião de Skanderbeg.  
Skanderbeg passou o inverno seguinte de 1466-67 na Itália, das quais várias semanas foram passadas em Roma tentando persuadir o Papa Paulo II a lhe dar dinheiro. A certa altura, ele não conseguiu pagar a conta do hotel e comentou amargamente que deveria lutar contra a Igreja e não contra os otomanos.  Somente quando Skanderbeg partiu para Nápoles o Papa Paulo II lhe deu 2.300 ducados. A corte de Nápoles, cuja política nos Bálcãs dependia da resistência de Skanderbeg, foi mais generosa com dinheiro, armamentos e suprimentos. No entanto, é provavelmente melhor dizer que Skanderbeg financiou e equipou as suas tropas em grande parte com recursos locais, ricamente complementados pelo saque otomano.  É seguro dizer que o papado foi generoso com elogios e incentivos, mas seus subsídios financeiros eram limitados. É possível que a Cúria tenha fornecido a Skanderbeg apenas 20.000 ducados no total, o que poderia ter pago os salários de 20 homens durante todo o período do conflito. 

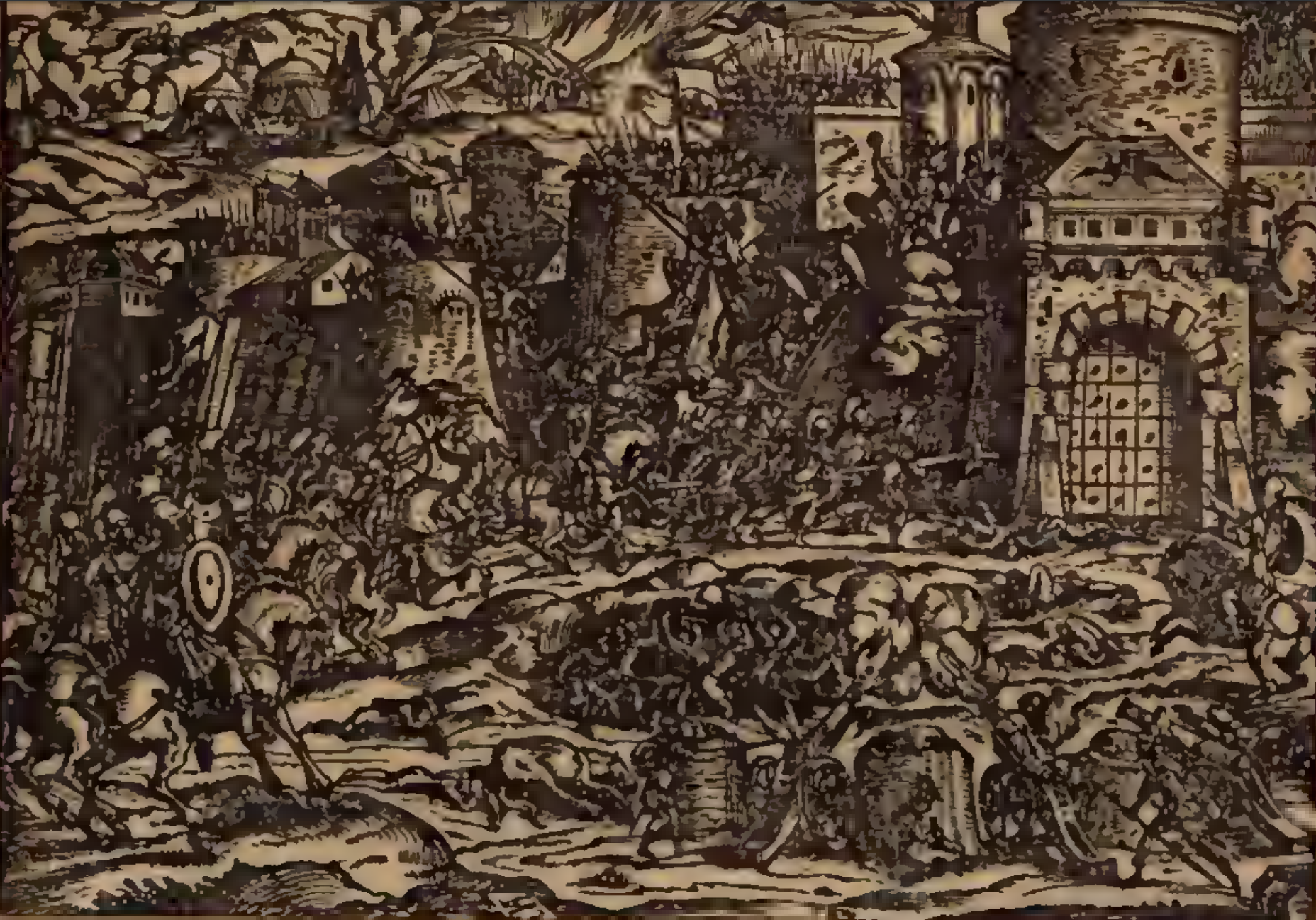
Segundo Cerco de Krujë 1466–67 – A força albanesa-veneziana sob Skanderbeg repeliu com sucesso o cerco liderado por Maomé II

Entretanto, em seu retorno, ele se aliou a Lekë Dukagjini e, juntos, em 19 de abril de 1467, eles primeiro atacaram e derrotaram, na região de Krrabë, os reforços otomanos comandados por Yonuz, irmão de Ballaban. O próprio Yonuz e seu filho, Haydar, foram feitos prisioneiros.  Quatro dias depois, em 23 de abril de 1467, eles atacaram as forças otomanas que sitiavam Krujë. O Segundo Cerco de Krujë foi finalmente quebrado, resultando na morte de Balabane Paxá por um arcabuzeiro albanês   chamado George Aleksi. 
Com a morte de Ballaban, as forças otomanas ficaram cercadas e, de acordo com Bernandino de Geraldinis, um funcionário napolitano, 10.000 homens permaneceram no campo sitiante. Os que estavam dentro do cerco pediram para sair livremente para o território otomano, oferecendo-se para entregar tudo o que havia dentro do campo aos albaneses. Skanderbeg estava preparado para aceitar, mas muitos nobres recusaram.  Os albaneses começaram então a aniquilar o exército otomano cercado antes de abrirem um caminho estreito através dos seus oponentes e fugirem através de Dibra.  Em 23 de abril de 1467, Skanderbeg entrou em Krujë.  A vitória foi bem recebida pelos albaneses, e os recrutas de Skanderbeg aumentaram, conforme documentado por Geraldini: Skanderbeg estava em seu acampamento com 16.000 homens e a cada dia seu acampamento cresce com jovens guerreiros.  A vitória também foi bem recebida na Itália, com os contemporâneos esperando por mais notícias semelhantes.  Enquanto isso, os venezianos aproveitaram a ausência de Mehmed na Albânia e enviaram uma frota sob o comando de Vettore Capello para o Mar Egeu . Capello atacou e ocupou as ilhas de Imbros e Lemnos, depois navegou de volta e sitiou Patras. Ömer Bey, o comandante otomano na Grécia, liderou uma força de socorro para Patras, onde foi inicialmente repelido antes de se voltar contra seus perseguidores, forçando-os a fugir, encerrando sua campanha. 
Após esses eventos, as forças de Skanderbeg sitiaram Elbassane, mas não conseguiram capturá-la devido à falta de artilharia e de número suficiente de soldados. 

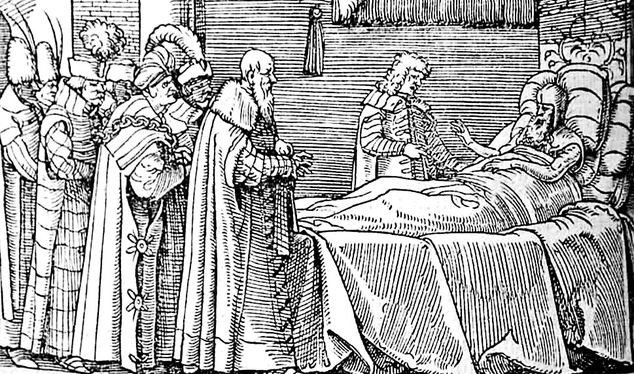
A morte de Skanderbeg – gravura alemã do século XVI

A destruição do exército de Balabane Paxá e o cerco de Elbassane forçaram Maomé II a marchar contra Skanderbeg novamente no verão de 1467. Skanderbeg recuou para as montanhas enquanto o grão-vizir otomano Mamude Paxá Angelović o perseguia, mas não conseguiu encontrá-lo porque Skanderbeg conseguiu fugir para a costa.  Mehmed II continuou energicamente os ataques contra as fortalezas albanesas, enquanto enviava destacamentos para atacar as possessões venezianas (especialmente Durazzo) e mantê-las isoladas. Os otomanos falharam novamente, no seu terceiro cerco de Krujë, em tomar a cidade e subjugar o país, mas o grau de destruição foi imenso. 
Durante as incursões otomanas, os albaneses sofreram um grande número de baixas, especialmente entre a população civil, enquanto a economia do país estava em ruínas. Os problemas acima, a perda de muitos nobres albaneses e a nova aliança com Lekë Dukagjini fizeram com que Skanderbeg convocasse em janeiro de 1468 todos os nobres albaneses restantes para uma conferência na fortaleza veneziana de Lezhë para discutir a nova estratégia de guerra e reestruturar o que restava da Liga de Lezhë. Durante esse período, Skanderbeg adoeceu – ou com malária, ou, segundo rumores, por veneno  – e morreu em 17 de janeiro de 1468, aos 62 anos. 

## Consequências
Na Europa Ocidental, a morte de Skanderbeg foi lamentada por príncipes e outros governantes, como Fernando I.  Em uma carta de condolências escrita à viúva de Skanderbeg datada de 24 de fevereiro de 1468, Fernando expressou dor por ter perdido seu amigo e prometeu assistência à família de Skanderbeg.    Durante a vida de Skanderbeg, sua assistência ao Rei Afonso I, enviando tropas para reprimir uma revolta e, mais tarde, sua expedição para suprimir uma revolta em nome do Rei Fernando, levou mercenários albaneses e outros soldados a serem autorizados pelos monarcas napolitanos a se estabelecerem em vilas no sul da Itália.  Com a morte de Skanderbeg e a conquista dos seus domínios pelos otomanos, os líderes albaneses e outros albaneses encontraram refúgio no Reino de Nápoles.  Esses eventos e migrações contribuíram para a formação da comunidade Arbëreshë e muitos de seus assentamentos no sul da Itália que ainda existem na era moderna. 
Ivan Strez Balšić foi percebido por Veneza como o sucessor de Skanderbeg.  Após a morte de Skanderbeg, Ivan e seu irmão Gojko Balšić, juntamente com Leke, Progon e Nicholas Dukagjini, continuaram a lutar por Veneza.  Em 1469, Ivan solicitou ao Senado Veneziano que lhe devolvesse a propriedade confiscada, consistindo no Castelo Petrela, voivodato de "Terra nuova" de Kruje (posição desconhecida), território entre Kruje e Durrës e aldeias na região de Bushnesh (hoje parte do município de Kodër-Thumanë).  Veneza cedeu amplamente aos desejos de Ivan Balšić e instalou-o como sucessor de Skanderbeg. 
Após a morte de Skanderbeg, Veneza pediu e obteve de sua viúva permissão para defender Krujë e as outras fortalezas com guarnições venezianas.  Krujë resistiu durante seu quarto cerco, iniciado em 1477 por Gedique Amade Paxá, até 16 de junho de 1478, quando a cidade morreu de fome e finalmente se rendeu ao próprio sultão Maomé II.  Desmoralizados e severamente enfraquecidos pela fome e pela falta de suprimentos do cerco de um ano, os defensores renderam-se a Mehmed, que havia prometido permitir que eles saíssem ilesos em troca.  No entanto, quando os albaneses se afastavam com as suas famílias, os otomanos mataram os homens e escravizaram as mulheres e as crianças.  Em 1479, um exército otomano, liderado novamente por Mehmed II, sitiou e capturou Shkodër,   reduzindo as possessões albanesas de Veneza a apenas Durazzo, Antivari e Dulcigno.  O filho de Skanderbeg, Gjon Kastrioti II, continuou a resistência contra os otomanos e tentou capturar territórios do domínio otomano em 1481-84.  Além disso, uma grande revolta ocorreu em 1492 no sul da Albânia, principalmente na região de Labëria, e Bajazeto II esteve pessoalmente envolvido em esmagar a resistência.  Em 1501, George Castriot II, neto de Skanderbeg e filho de Gjon Kastrioti II, junto com Progon Dukagjini e cerca de 150–200 stratioti, foi para Lezhë e organizou uma revolta local, mas também não teve sucesso.  Os venezianos evacuaram Durazzo em 1501.

Em 1594, houve uma nova tentativa de libertar a Albânia do Império Otomano. Líderes albaneses se reuniram em Lezhë para planejar uma nova revolta com a ajuda do Papa Clemente VII. Mas o Papa nunca enviou a sua ajuda, e os 40 mil soldados albaneses impediram a sua tentativa.   Após a queda da Albânia para os otomanos, o Reino de Nápoles concedeu terras e títulos de nobreza à família de Skanderbeg, os Kastrioti.  Sua família recebeu o controle do Ducado de San Pietro em Galatina e do Condado de Soleto na Província de Lecce, Itália.  Seu filho, Gjon Kastrioti II, casou-se com Jerina Branković, filha do déspota sérvio Lazar Branković e uma das últimas descendentes do Paleólogo.  Existem dois ramos patrilineares da família Kastrioti que existem hoje: o ramo de Lecce com dois sub-ramos e o ramo de Nápoles com um sub-ramo. Ambos os ramos são descendentes patrilineares dos filhos de Ferrante (–1561), Duque de Galatina e Conde de Spoleto. 

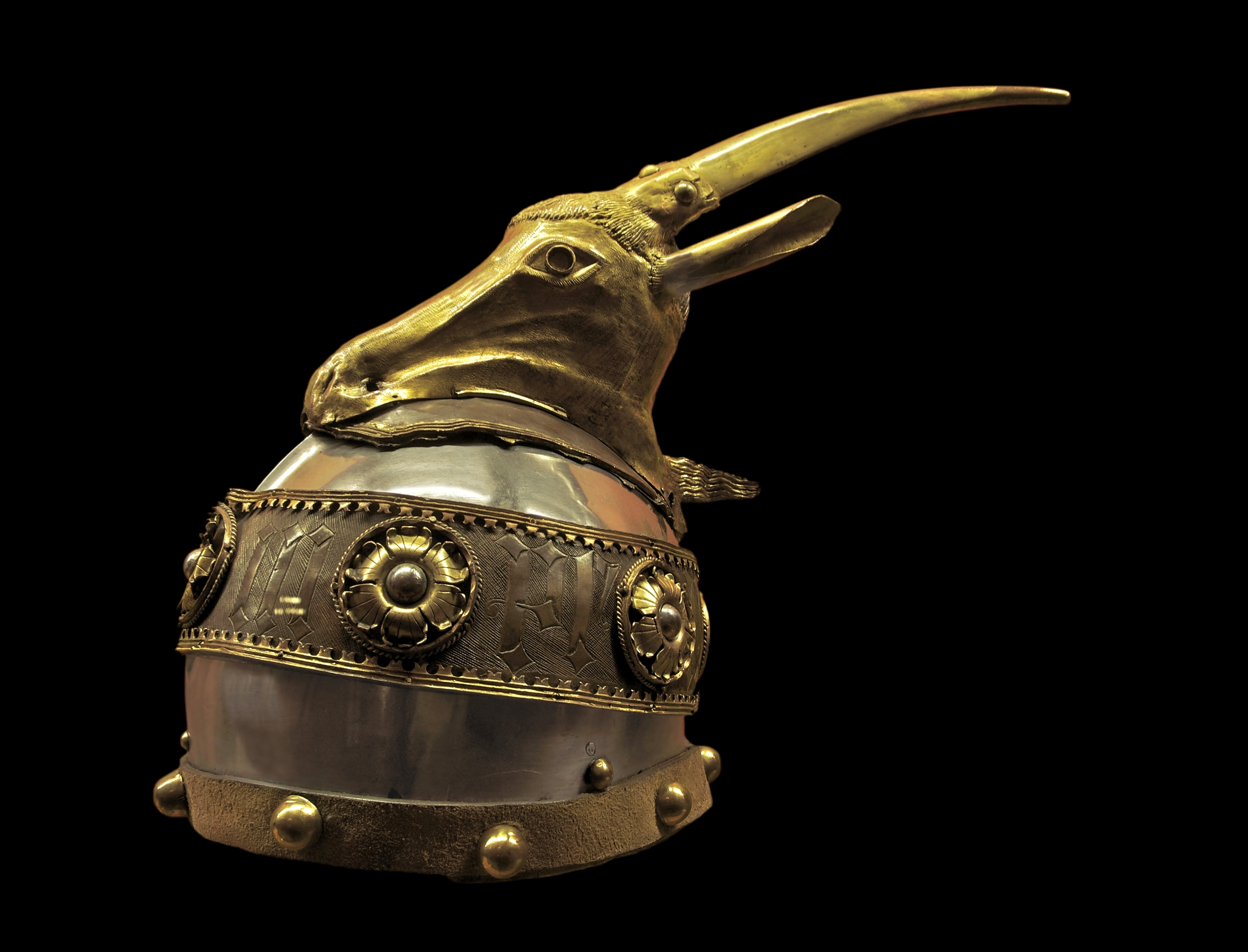
O elmo original de Skanderbeg no Museu de Arte de Viena.
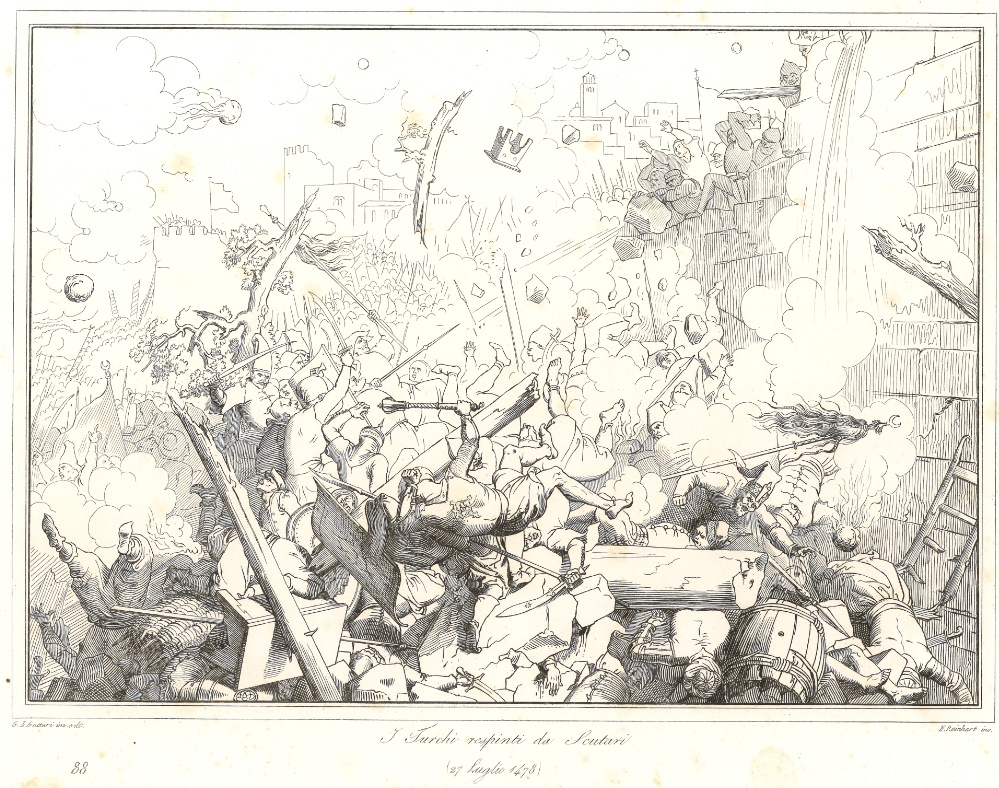
Cerco de Shkodër, 1478

## Aparência física e personalidade
Ele foi descrito como “alto e esbelto, com peito proeminente, ombros largos, pescoço longo e testa alta. Ele tinha cabelos pretos, olhos ardentes e uma voz poderosa.” 
Em vez de desafiá-lo ou quebrá-lo, o brutal treinamento janízaro ao qual o jovem Skanderbeg foi submetido apenas complementou o que já estava em sua alma: uma propensão à guerra. Antes de ser feito refém, em sua juventude como adolescente, ele costumava “treinar-se vigorosamente no cume do Monte Croya ou em outro lugar. Quando nevasca ou inferno congelado, ele escolhia dormir em camas improvisadas de neve. No calor escaldante do verão, ele se endurecia repetidamente como um guerrilheiro [lutador] invencível.” 
Relatos de sua força lendária afirmam que seu golpe de espada poderia, como Godofredo de Bouillon, partir um homem ou animal em dois. 

Marin Barletius, contemporâneo e biógrafo-chefe de Skanderbeg, fornece uma das primeiras descrições dele. Depois que um tártaro que tinha inveja da crescente reputação de Skanderbeg, de 21 anos, na corte otomana, o desafiou para um duelo até a morte, o albanês despiu-se até a cintura e avisou seu arrogante contendor para não violar as regras de honra: 
Scanderbeg, tanto pela voz quanto pelo semblante, traiu uma resolução e segurança maravilhosas. E o público [otomano] ficou impressionado com a sua perfeição viril. Seus braços pareciam como se nada parecido tivesse sido visto. Seu pescoço era forte e um tanto flexível, como o dos lutadores. Seus ombros eram grandes e maravilhosamente abertos. A cor de seu rosto era clara e branca…. E o aspecto de seus olhos era reto e agradável, sem qualquer mancha ou imperfeição…. Como Alexandre, o Grande, ele foi construído como um gigante. Fisicamente ele era invencível.
Durante a partida, Skanderbeg cortou a cabeça do oponente com um golpe de espada e ergueu o troféu decepado diante de Murade, ganhando assim o favor do sultão.  

## Legado

O selo secreto de Skanderbeg provavelmente era feito de uma pedra preciosa, uma espécie de gema gravada moldada em um anel. Ela mostra a mitológica princesa etólia Leda usando um barrete frígio – semelhante ao visto em um retrato de Skanderbeg de 1584 pelo autor francês André Thevet – com as costas expostas e levantando suavemente seu vestido, enquanto está sentada ereta ao lado do Zeus de Dodona na forma de um cisne. Acredita-se que o selo tenha sido usado por volta do ano de 1459.

A expansão do Império Otomano foi interrompida durante o período em que as forças de Skanderbeg resistiram. Ele foi creditado como um dos principais motivos do atraso da expansão otomana na Europa Ocidental, dando aos principados italianos mais tempo para se prepararem melhor para a chegada otomana.   Embora a resistência albanesa certamente tenha desempenhado um papel vital, esse foi um dos vários eventos relevantes que ocorreram em meados do século XV. Muito crédito também deve ser dado à resistência bem-sucedida montada por Vlad III Drácula na Valáquia e Estêvão III, o Grande, da Moldávia, que infligiu aos otomanos sua pior derrota em Vaslui, entre muitas outras, bem como às derrotas infligidas aos otomanos por Hunyadi e suas forças húngaras.  Skanderbeg é considerado hoje uma figura dominante não só na consciência nacional dos albaneses, mas também na história europeia do século XV.  De acordo com documentos de arquivo, não há dúvida de que Skanderbeg já havia alcançado uma reputação de herói em seu próprio tempo.  O fracasso da maioria das nações europeias, com exceção de Nápoles, em dar-lhe apoio, juntamente com o fracasso dos planos do Papa Pio II de organizar uma cruzada prometida contra os otomanos, significou que nenhuma das vitórias de Skanderbeg impediu permanentemente os otomanos de invadir os Balcãs Ocidentais.  
O principal legado de Skanderbeg foi a inspiração que ele deu a todos aqueles que viam nele um símbolo da luta da cristandade contra o Império Otomano.   A luta de Skanderbeg contra os otomanos tornou-se altamente significativa para o povo albanês. Entre os Arberesh (ítalo-albaneses), a memória de Skanderbeg e suas façanhas foi mantida e sobreviveu por meio de canções, na forma de um ciclo Skanderbeg.  Durante o Despertar Nacional Albanês, Skanderbeg também se tornou um símbolo central para o nacionalismo albanês emergente do final do século XIX e um símbolo de afinidade cultural com a Europa. Para os albaneses, Skanderbeg simbolizava o sacrifício do seu povo na defesa da Europa dos otomanos.   Fortaleceu a solidariedade albanesa, tornou-os mais conscientes da sua identidade e foi uma fonte de inspiração na sua luta pela unidade nacional, liberdade e independência.  Os muçulmanos albaneses contemporâneos menosprezam a herança religiosa (cristã) de Skanderbeg, considerando-o um defensor da nação, e ele é promovido como um símbolo albanês da Europa e do Ocidente. 

O problema que Skanderbeg causou às forças militares do Império Otomano foi tanto que quando os otomanos encontraram o túmulo de Skanderbeg na igreja de São Nicolau em Lezhë, eles o abriram e fizeram amuletos com seus ossos, acreditando que isso conferiria bravura ao usuário.  De fato, os danos infligidos ao exército otomano foram tantos que Skanderbeg teria matado três mil otomanos com suas próprias mãos durante suas campanhas. Entre as histórias contadas sobre ele estava a de que ele nunca dormia mais de cinco horas por noite e podia cortar dois homens em pedaços com um único golpe de sua cimitarra, cortar capacetes de ferro, matar um javali com um único golpe e cortar a cabeça de um búfalo com outro.  No século XVIII, James Wolfe, comandante das forças britânicas em Quebec, falou de Skanderbeg como um comandante que "supera todos os oficiais, antigos e modernos, na condução de um pequeno exército defensivo".  Em 27 de outubro de 2005, o Congresso dos Estados Unidos emitiu uma resolução "em homenagem ao 600º aniversário do nascimento de Gjergj Kastrioti (Scanderbeg), estadista, diplomata e gênio militar, por seu papel em salvar a Europa Ocidental da ocupação otomana".  Compreendendo completamente a importância do herói para os albaneses, a Alemanha Nazista formou a 21.ª Divisão de Montanha Waffen SS Skanderbeg (1.ª Albanesa) em 1944, composta por 6.491 recrutas albaneses do Kosovo. 

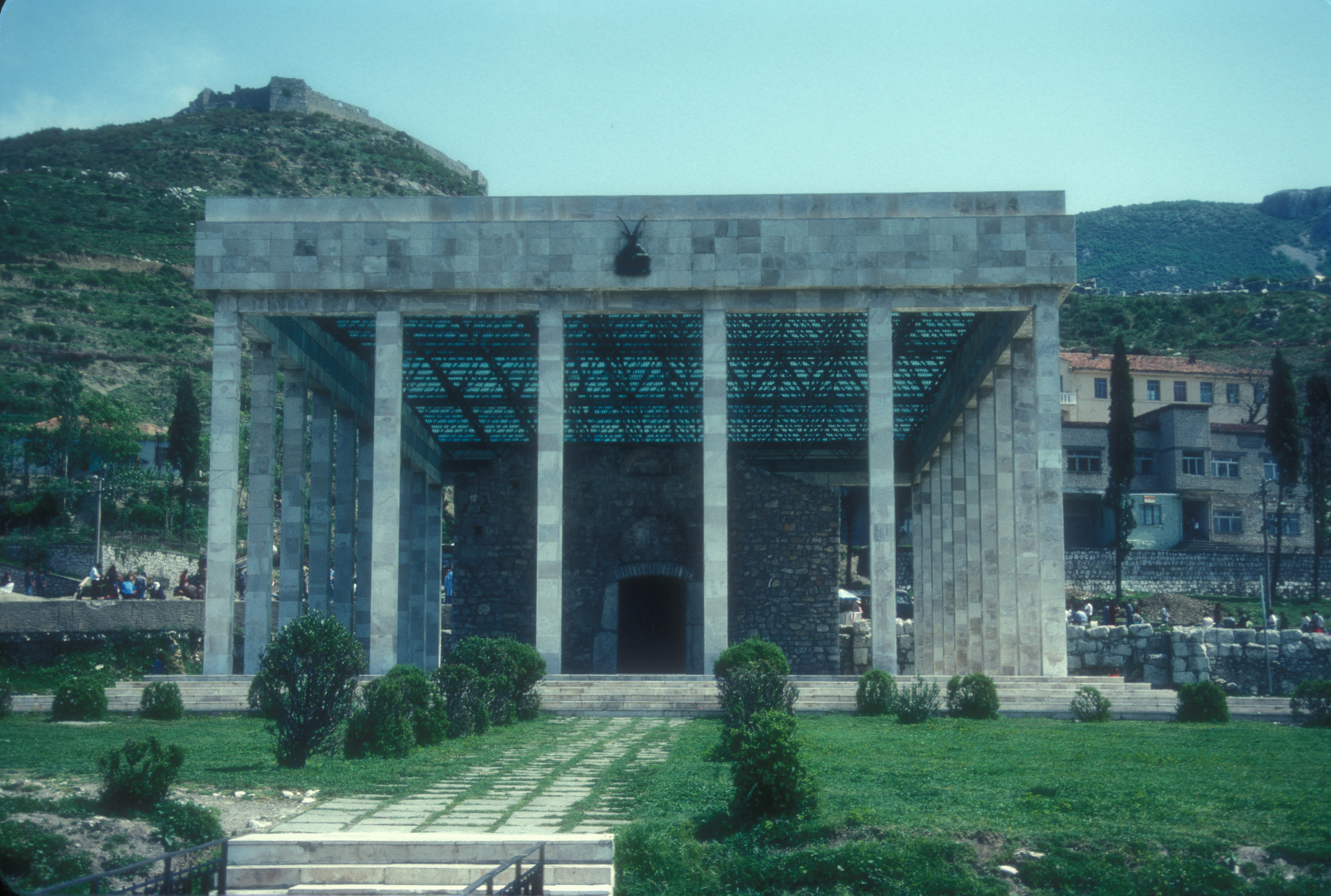
Mausoléu de Skanderbeg (antiga Mesquita Selimie e Igreja de São Nicolau) em Lezhë
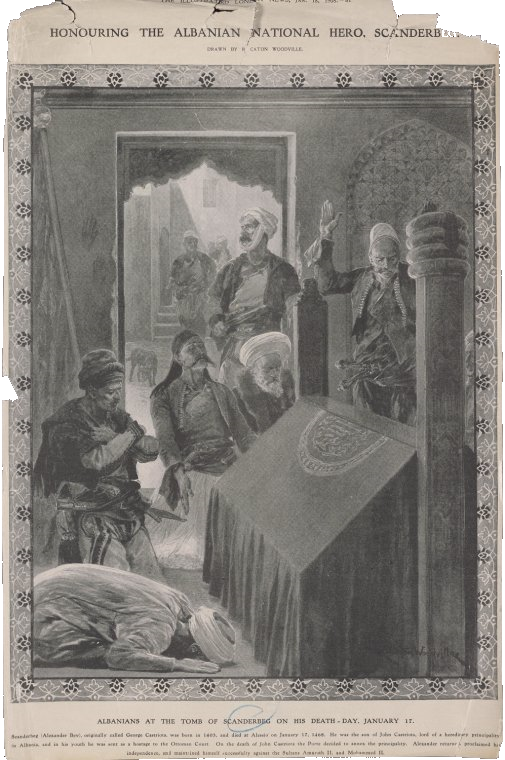
Homenagem ao Herói Nacional Albanês, Scanderbeg. Albaneses no Túmulo de Scanderbeg no Dia de Sua Morte. Desenhado por R. Caton Woodville, 17 de janeiro de 1908.
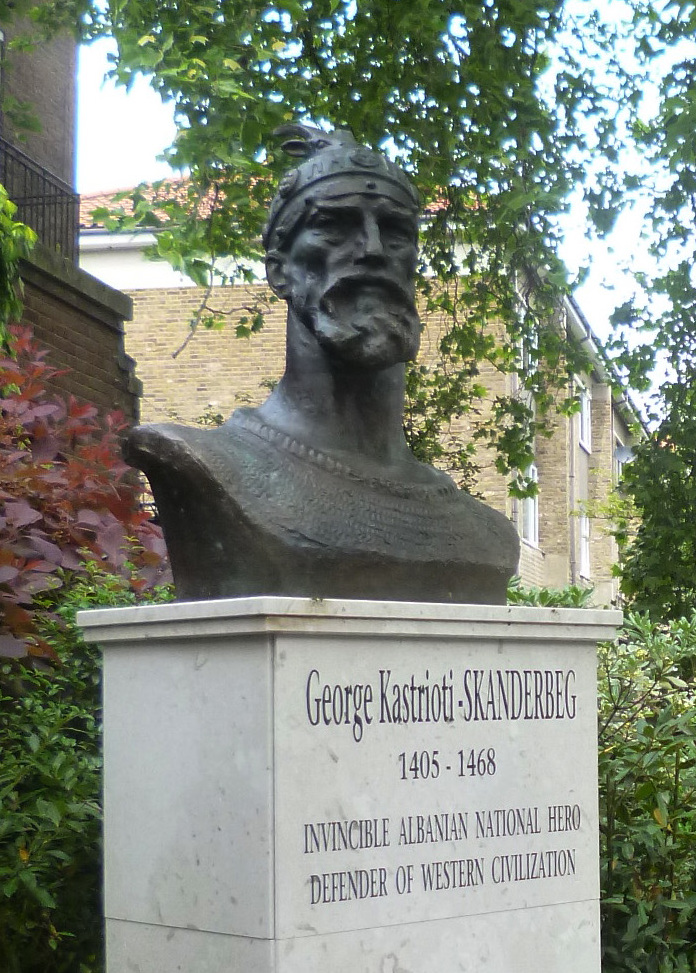
Um busto de Skanderbeg em Inverness Terrace, Bayswater, Londres, onde há uma comunidade albanesa considerável. O busto foi revelado em 2012 no 100º aniversário da independência albanesa

## Na literatura e na arte

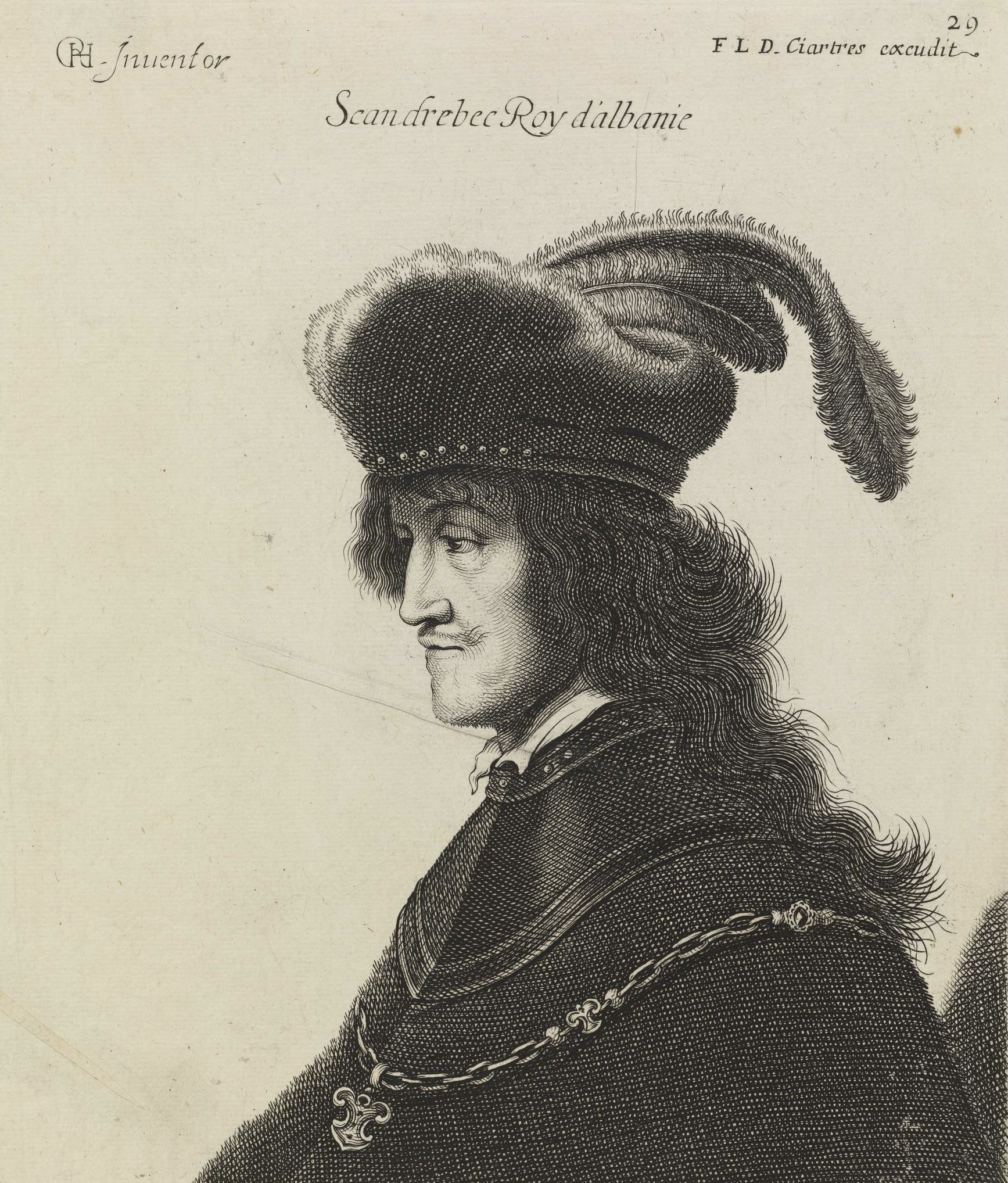
Retrato de esboço de Skanderbeg por Rembrandt (1625–1647)

Há duas obras literárias conhecidas escritas sobre Skanderbeg que foram produzidas no século XV. O primeiro foi escrito no início de 1480 pelo escritor sérvio Martin Segon, que era o bispo católico de Ulcinj e um dos mais notáveis humanistas do século XV,   um breve, mas muito importante esboço biográfico sobre Skanderbeg (em italiano: Narrazioni di Giorgio Castriotto, da i Turchi nella lingua loro chiamato Scander beg, cioe Alesandro Magno).  Outra obra literária do século XV com Skanderbeg como um dos personagens principais foi Memórias de um Janízaro (em sérvio: Успомене јаничара) escrito no período de 1490–97 por Konstantin Mihailović, um sérvio que era janízaro no exército otomano. 

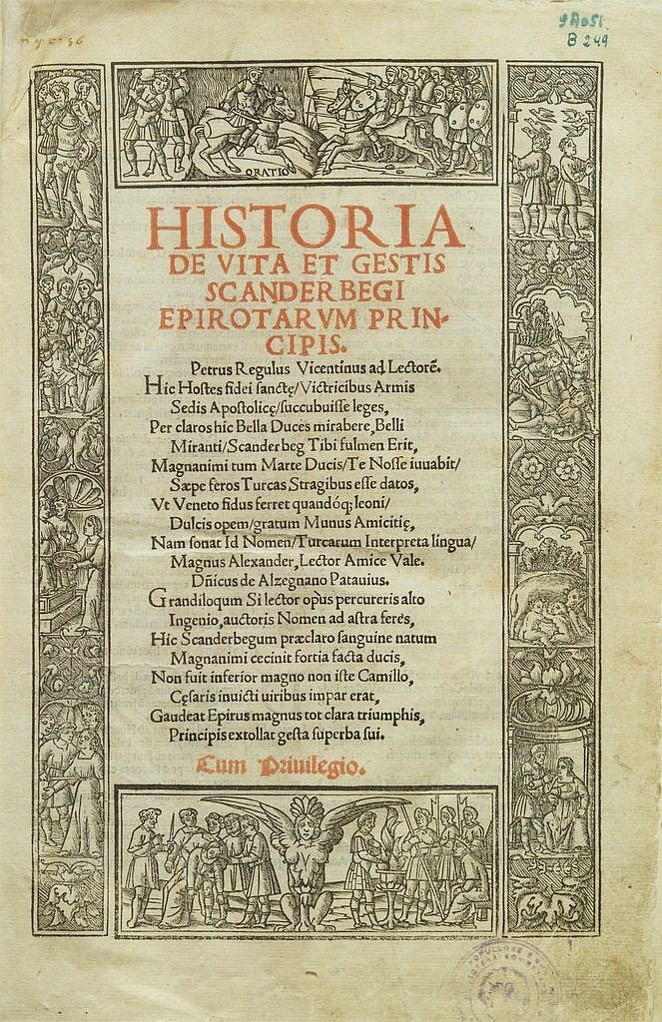
Historia de vita et gestis Scanderbegi, Epirotarum principis de Marin Barleti

Skanderbeg ganhou uma reputação póstuma na Europa Ocidental. Nos séculos XVI e XVII, a maior parte dos Balcãs estava sob a suserania dos otomanos que estavam às portas de Viena em 1683 e as narrativas da resistência heróica dos cristãos às "hordas muçulmanas" cativaram a atenção dos leitores no Ocidente.  Livros sobre o príncipe albanês começaram a aparecer na Europa Ocidental no início do século XVI. Uma das primeiras foi a História da vida e dos feitos de Scanderbeg, Príncipe dos Epirotes (em latim: Historia de vita et gestis Scanderbegi, Epirotarum Principis; Roma, 1508), publicado apenas quatro décadas após a morte de Skanderbeg, escrito pelo historiador albanês-veneziano Marinus Barletius, que, após vivenciar em primeira mão a captura otomana de sua cidade natal, Scutari, estabeleceu-se em Pádua, onde se tornou reitor da igreja paroquial de Santo Estêvão. Barleti dedicou sua obra a Don Ferrante Kastrioti, neto de Skanderbeg, e à posteridade. O livro foi publicado pela primeira vez em latim  e foi traduzido para muitas línguas, incluindo o inglês, em 1596.  Barleti às vezes é impreciso em favor de seu herói, por exemplo, de acordo com Gibbon, Barleti afirma que o sultão foi morto por doença sob os muros de Krujë.  Ele criou uma correspondência espúria entre Ladislau II da Valáquia e Skanderbeg, atribuindo-a erroneamente ao ano de 1443 em vez de 1444, e também inventou uma correspondência entre Skanderbeg e o sultão Maomé II para corresponder às suas interpretações dos eventos. 

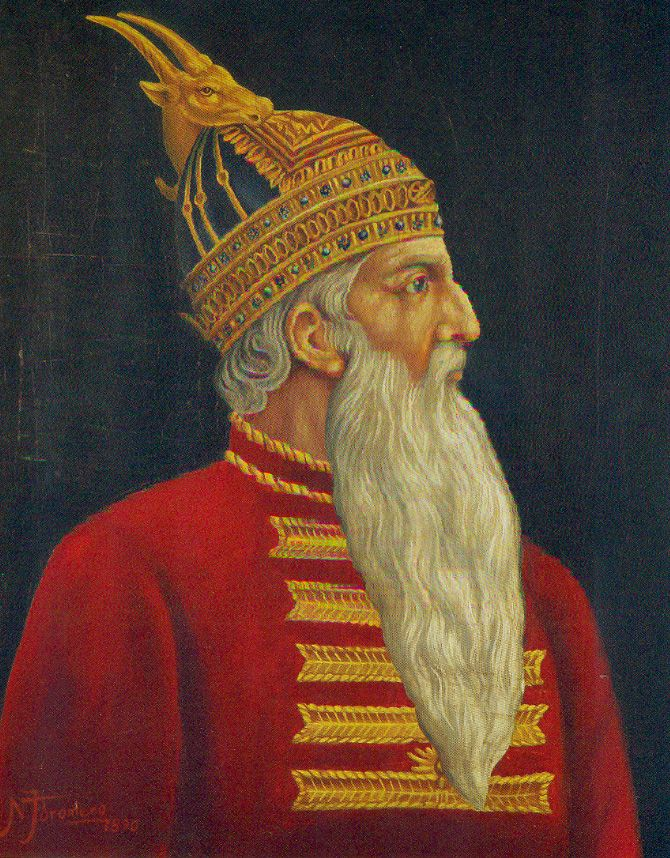
Retrato de George Castriota Skanderbeg, de Kolë Idromeno (1890)

Franciscus Blancus, um bispo católico nascido na Albânia, também escreveu a biografia de Scanderbegs, Georgius Castriotus, Epirensis vulgo Scanderbegh, Epirotarum Princeps Fortissimus publicada em latim em 1636.  O filósofo francês Voltaire tinha o herói albanês em alta consideração em suas obras. Sir William Temple considerou Skanderbeg um dos sete maiores chefes sem coroa, junto com Belisário, Flávio Aécio, João Corvino, Gonzalo Fernández de Córdova, Alexandre Farnésio e Guilherme, o Silencioso.  Ludvig Holberg, um escritor e filósofo dinamarquês, afirmou que Skanderbeg foi um dos maiores generais da história. 
O compositor barroco italiano Antonio Vivaldi compôs uma ópera intitulada Scanderbeg (primeira apresentação em 1718), com libreto escrito por Antonio Salvi. Outra ópera, intitulada Scanderberg, foi composta pelo compositor francês do século XVIII François Francœur (primeira apresentação em 1735).  No século 20, o compositor albanês Prenkë Jakova compôs uma terceira ópera, intitulada Gjergj Kastrioti Skënderbeu, que estreou em 1968 para o 500º aniversário da morte do herói. 

Bandeira de Skanderbeg por Hieronymus Henninges (1598)

Skanderbeg é o protagonista de três tragédias britânicas do século XVIII: Scanderbeg, A Tragedy (1733), de William Havard, The Christian Hero (1735), de George Lillo, e Scanderbeg, Or, Love and Liberty (1747), de Thomas Whincop.  Vários poetas e compositores também se inspiraram em sua carreira militar. O poeta francês do século XVI, Ronsard, escreveu um poema sobre ele, assim como o poeta americano do século XIX, Henry Wadsworth Longfellow.  Gibbon, o historiador do século XVIII, tinha Skanderbeg em alta conta com expressões panegíricas.
Giammaria Biemmi, um padre italiano, publicou um trabalho sobre Skanderbeg intitulado Istoria di Giorgio Castrioto Scanderbeg-Begh em Brescia, Itália, em 1742.  Ele afirmou ter encontrado uma obra publicada em Veneza em 1480 e escrita por um humanista albanês de Bar (hoje em Montenegro),  cujo irmão era um guerreiro da guarda pessoal de Skanderbeg. Segundo Biemmi, a obra perdeu páginas que tratavam da juventude de Skanderbeg, dos eventos de 1443 a 1449, do Cerco de Krujë (1467) e da morte de Skanderbeg. Biemmi referiu-se ao autor da obra como Antivarino ("o homem de Bar"),  no entanto, esta foi uma invenção de Biemmi (uma falsificação) que alguns historiadores (Fan S. Noli e Athanase Gegaj) não descobriram e usaram como fonte em suas obras. 
Skanderbeg também é mencionado pelo príncipe-bispo de Montenegro, Petar II Petrović-Njegoš, um dos maiores poetas da literatura sérvia, em seu poema épico de 1847, A Coroa da Montanha,  e em Falso Czar Estêvão, o Pequeno (1851).  Em 1855, Camille Paganel escreveu Histoire de Scanderbeg, inspirado pela Guerra da Crimeia,  enquanto no longo conto poético A Peregrinação de Childe Harold (1812–1819), Byron escreveu com admiração sobre Skanderbeg e sua nação guerreira.  O dramaturgo sérvio Jovan Sterija Popović escreveu e publicou uma peça baseada na vida de Skenderbeg em 1828. O poeta e presidente da Matica Srpska, Jovan Subotić, escreveu um poema épico inspirado nas batalhas lideradas por Skenderbeg. 
A primeira obra poética sobre Skanderbeg na língua albanesa foi composta por N. Frasheri e publicada em 1898. 
O Grande Guerreiro Skanderbeg (em albanês: Skënderbeu, em russo: Великий воин Албании Скандербег), um filme biográfico albanês-soviético de 1953, ganhou um prêmio internacional no Festival de Cinema de Cannes de 1954.  O filme foi regravado e atualizado para alta definição para o 100º aniversário da independência da Albânia.

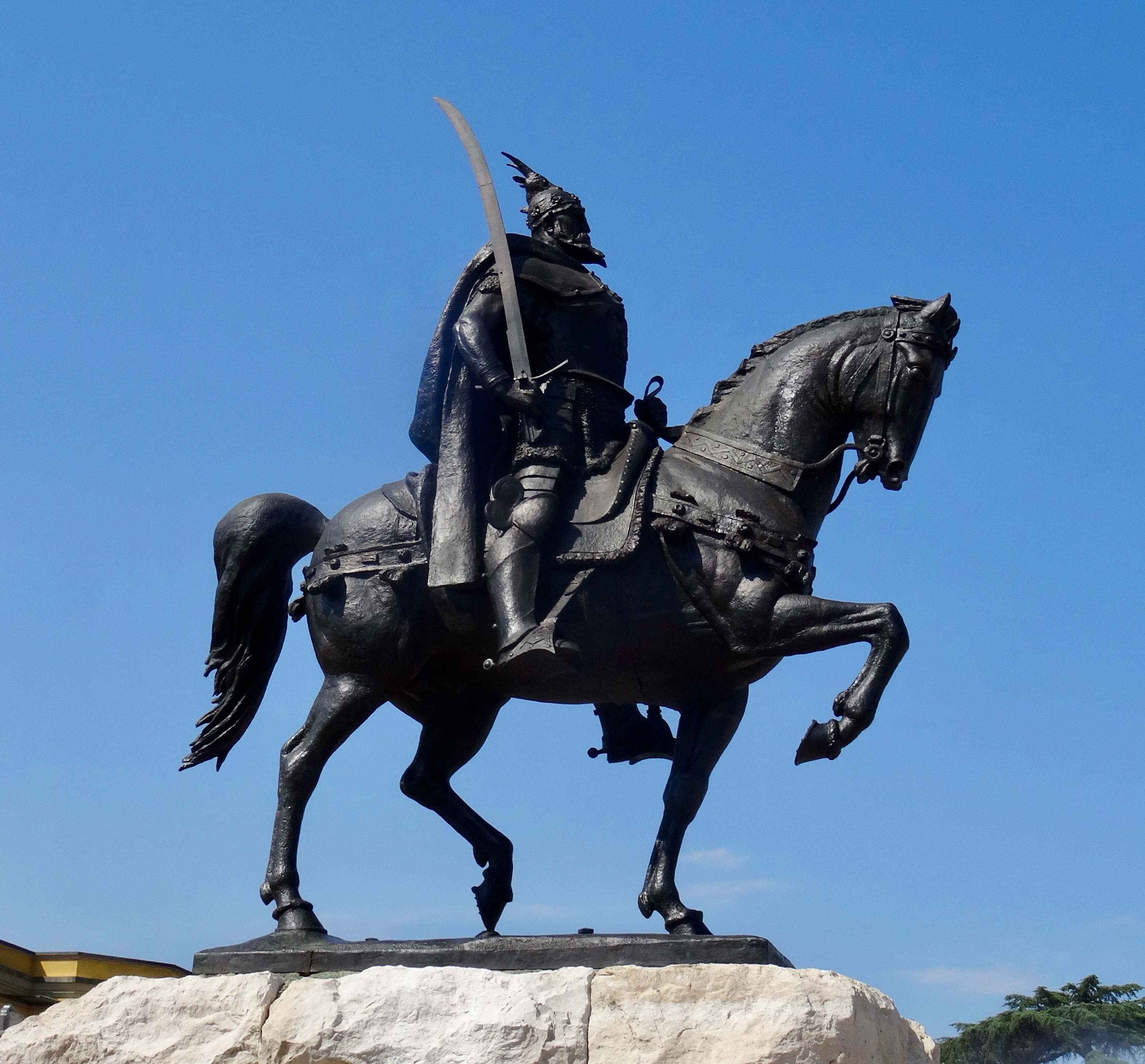
Monumento Skanderbeg na praça principal de Tirana

A memória de Skanderbeg foi gravada em muitos museus, como o Museu Skanderbeg próximo ao Castelo de Krujë. Muitos monumentos são dedicados à sua memória nas cidades albanesas de Tirana (na Praça Skanderbeg por Odhise Paskali), (dentro e fora do Museu Skanderbeg por Janaq Paço) Krujë e Peshkopi. Um palácio em Roma no qual Skanderbeg residiu durante suas visitas ao Vaticano em 1466-67 ainda é chamado de Palazzo Skanderbeg e atualmente abriga o museu italiano de massas:  o palácio está localizado na Piazza Scanderbeg, entre a Fontana di Trevi e o Palácio Quirinal. Também em Roma, uma estátua do escultor florentino Romano Romanelli é dedicada ao herói albanês na Piazza Albania. Monumentos ou estátuas de Skanderbeg também foram erguidos nas cidades de Skopje e Debar, na Macedônia do Norte; Pristina, no Kosovo; Genebra, na Suíça; Bruxelas, na Bélgica; Londres, na Inglaterra; e outros assentamentos no sul da Itália onde há uma comunidade Arbëreshë. Em 2006, uma estátua de Skanderbeg foi inaugurada no terreno da Igreja Católica Albanesa de St. Paul, em Rochester Hills, Michigan. É a primeira estátua de Skanderbeg a ser erguida nos Estados Unidos. 
Seu nome também é comemorado na Universidade Militar Skanderbeg, em Tirana; Estádio Skënderbeu, casa do Klubi Futbollistik Skënderbeu; e a Ordem de Skanderbeg.